# Egor Sergeevič Sozonov
Egor Sergeevič Sozonov, in russo  Егор Сергеевич Созонов? (Petrovskoe, 7 giugno 1879, 26 maggio del calendario giuliano – Gornyj Zerentuj, 11 dicembre 1910, 28 novembre secondo la vecchia datazione), è stato un rivoluzionario russo che, come membro dell'Organizzazione di combattimento del Partito socialista-rivoluzionario, uccise nel luglio del 1904 il ministro degli Interni Vjačeslav Pleve. Morirà suicida sei anni dopo in uno dei bagni penali delle miniere d'argento di Nerčinsk, in segno di protesta contro i maltrattamenti inferti ai prigionieri politici e solo due mesi prima di poter riacquistare la libertà per effetto di una doppia amnistia.

## Biografia

### La via verso la rivoluzione di un Vecchio credente

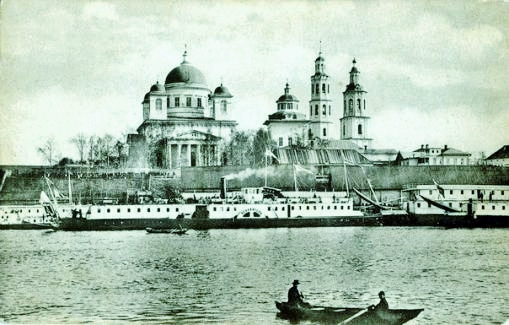
Il villaggio di Petrovskoe

Egor Sozonov (anche trascritto Sazonov) nacque il 26 maggio (7 giugno) 1879 nel villaggio di Petrovskoe, uezd di Urzum, governatorato di Vjatka, da Sergej Lazarovič e Akilina Loginovna, entrambi Vecchi credenti di origine contadina. Sembra che il nonno fosse un servo della gleba riscattato dal padrone, ma è sicuro che il padre fu abile abbastanza da uscire dalle classi tributarie, — le più indigenti, costrette a pagare le imposte — e divenire ricco con lo sfruttamento delle foreste del Baškir. Ma prima che ciò accadesse i coniugi Sozonov erano poveri, tanto che Egor e suo fratello Zot,, venuto al mondo un anno dopo di lui, furono cresciuti dalla nonna, dovendo la madre lavorare nei campi dall'alba alle dieci di sera.
La prima infanzia di Egor fu funestata da problemi di salute. A due anni si procurò serie ustioni al petto e sulle mani per essersi scottato con l'acqua bollente del samovar. Nelle vicinanze della casetta rurale non c'erano dottori, e fu curato con rimedi tradizionali, ma le ferite tardarono a rimarginarsi costringendo Egor a letto per un tempo prolungato. A quattro anni ebbe il morbillo, e poco dopo fu colpito da una grave forma di vaiolo. La febbre e la protratta immobilità gli lasciarono, a guarigione avvenuta, come temporanea eredità, problemi di dinamicità alle spalle, debolezza di memoria e difficoltà di concentrazione, qualcosa di simile a una disabilità intellettiva.
Il nonno gli insegnò l'alfabeto cirillico a sei anni, e a sette fu portato in un villaggio distante dodici verste da Petrovskoe per studiare i libri sacri dei Vecchi credenti. Per quanto si applicasse, giorno e notte, non riusciva però a ricordare quel che studiava, e così fu anche quando iniziò a frequentare la scuola parrocchiale. Consolidata la propria fortuna, Sergej Lazarovič si trasferì con la famiglia a Ufa, e qui Egor, che aveva ormai dieci anni, fu iscritto al ginnasio. Dovette ripetere il primo anno e fu preso dall'angoscia di non riuscire a tenere il passo degli altri ragazzi. Ma, benché studiare gli costasse immensa fatica, non si fece mai aiutare da nessuno e, poco alla volta, con pazienza, calma e diligenza, le sue prestazioni progredirono sensibilmente. Dal quarto anno l'apprendimento non gli risultò più così difficoltoso, e in breve poté superare il ritardo accumulato e balzare nel gruppo dei migliori studenti dell'istituto. A quel tempo aiutava nello studio i condiscepoli più poveri, senza dire nulla alla famiglia, anche se non nutriva ancora alcun interesse né per la letteratura rivoluzionaria, né per le questioni politiche in generale, pregno ancora dello spirito conservatore che aleggiava nella sua famiglia di radicata fede monarchica e ostile a qualsiasi manifestazione del malcontento sociale.

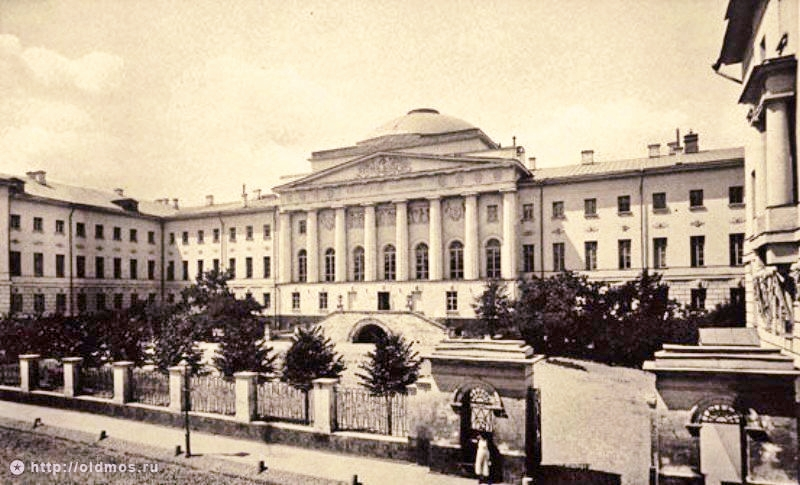
L'Università imperiale di Mosca all'epoca in cui la frequentava Sozonov

Conseguito il diploma, nell'inverno del 1899 era all'Università imperiale di Mosca per frequentare la facoltà di medicina. Ma per mancanza di posti, s'iscrisse a Giurisprudenza, seguì i corsi comuni ad entrambi gli indirizzi, e solo l'inverno seguente passò a medicina. I primi mesi, tuttavia, gli risultarono penosi a causa di un ostacolo che non aveva preventivato: scoprì infatti di non sopportare l'odore dei cadaveri da sezionare. La madre racconta che quando Egor tornò a casa per le vacanze, non riusciva né a mangiare né a bere senza provare nausea, perché sentiva nelle pietanze il fetore della morte, e che trascorreva quasi tutto il tempo all'aperto, come se avvertisse anche su di sé quel terribile tanfo. Sozonov decise che questa sua lacuna non gli avrebbe impedito di realizzare il sogno, maturato fin dal ginnasio, di curare i contadini bisognosi in qualche ospedale dello zemstvo, e lavorò su se stesso per porvi rimedio.
Fino ad allora Sozonov non era neanche lontanamente vicino al movimento rivoluzionario e ciò che sapeva su questo argomento gli veniva dalla lettura della stampa governativa. Aveva rifiutato di legarsi a qualsiasi circolo studentesco, legale o illegale che fosse, persino a quelli di natura letteraria. Poi, nella primavera del 1901, la sua vita mutò drasticamente.
Intorno alla metà degli anni '90 c'era stato nel mondo studentesco un graduale rinnovarsi dei vecchi malumori, sopiti per gran parte del regno di Alessandro III, che sfociarono in aperto dissenso nel febbraio del 1899, quando a San Pietroburgo la polizia sciolse con brutale fermezza un raduno di universitari inneggianti l'abolizione degli statuti in vigore dal 1884, che avevano cancellato ogni forma di autonomia degli studenti, incluso il diritto di associazione. La risposta degli studenti all'uso della forza fu la convocazione di una grande manifestazione, cui parteciparono circa venticinquemila giovani provenienti da una trentina di istituti, sia della capitale che di altre città, seguita dal rifiuto di presenziare alle lezioni, inedita espressione di contestazione che il ministro dell'Istruzione Nikolaj Bogolepov (1846-1901) pensò di soffocare con il regolamento provvisorio. Esso stabiliva che i responsabili dei disordini sarebbero stati inviati sotto le armi come semplici soldati, ossia in prima linea, ma il provvedimento non fu applicato che alla fine dell'anno successivo, quando colpì centottantatré studenti dell'Università Imperiale San Vladimir di Kiev e ventisette dell'Università di San Pietroburgo. La strategia di Bogolepov, che credeva di poter far rientrare la protesta rafforzando le misure repressive, diede scarsi risultati e portò il suo promotore a morire sotto i colpi sparati dall'ex studente Pëtr Karpovič (1874-1917), espulso dall'Università di Dorpat durante le proteste del 1899.

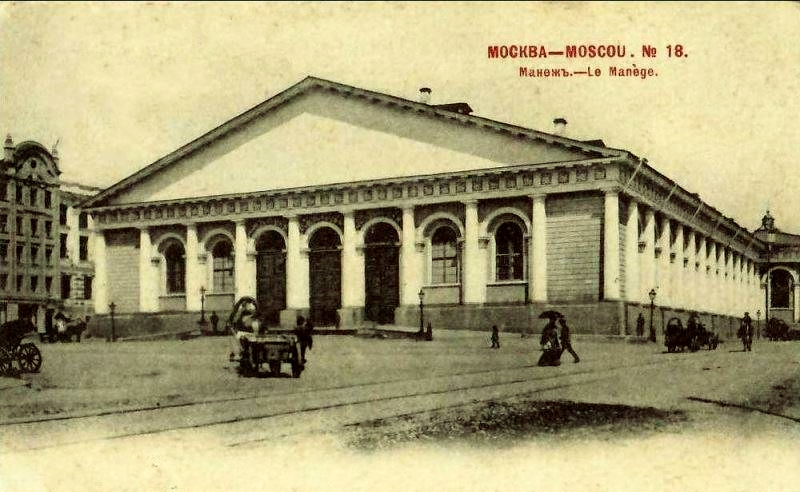
Il Maneggio di Mosca ai primi del 1900

La fine violenta di Bogolepov non pose termine all'agitazione degli studenti, che avanzavano ora rivendicazioni di carattere politico e non più limitate al ristretto mondo accademico. A febbraio del 1901, a Char'kov e a Mosca, gli studenti che chiedevano la sospensione del provvedimento che inviava al fronte i compagni ribelli di Kiev e di San Pietroburgo, si scontrarono con la polizia. Il confronto fu particolarmente vivace a Mosca dove gli studenti, tra i quali c'era Egor Sozonov, si serrarono all'interno del Maneggio per tre giorni, dopodiché le truppe — soldati e cosacchi — li tirarono fuori ricorrendo a battiture e pestaggi. Sozonov, con alcune centinaia di compagni, fu rinchiuso per qualche settimana nella prigione di Butyrka, una delle più antiche della Russia e la più grande di Mosca, e qui, sentendo parlare per la prima volta in vita sua della pubblicistica illegale, cominciò a guardare con interesse al movimento rivoluzionario. Ad aprile fu espulso dall'università per un periodo di tre anni e riportato a Ufa sotto stretta sorveglianza.
A casa, privo della possibilità di riprendere a breve gli studi e in urto con il padre che non poteva capacitarsi della trasformazione avvenuta nel figlio, Egor non doveva restare a lungo. Tra il materiale sequestrato al Maneggio figurava un rotolo di proclami in cui era stata rinvenuta una convocazione scritta inviata dall'università allo studente Sozonov. La procura di Mosca si convinse allora che Sozonov non solo aveva partecipato ai disordini, ma era pure implicato nella stampa e diffusione del materiale propagandistico, e dispose per il 20 aprile (3 maggio) la perquisizione della sua casa a Ufa. La ricerca portò alla luce diverse pubblicazioni clandestine, di modo che Sozonov fu nuovamente arrestato, con l'accusa di detenzione di materiale illegale, e trasferito al carcere di Mosca per le indagini preliminari. Grazie all'interessamento del padre, il 22 maggio (4 giugno), fu rilasciato e affidato alla custodia del genitore. Il 2 (15) gennaio 1902, il caso di Sozonov si risolse per via amministrativa con il divieto di soggiorno a Mosca e nelle altre città universitarie, per il periodo di un anno. «Dopo questo arresto — scrive Sozonov — non ne potevo più; ero senza diritti, ma non ero un rivoluzionario. Sì, il governo ha fatto di me un rivoluzionario, mi rese un fuorilegge, mi diede la spinta ad entrare nelle file dei rivoluzionari»..

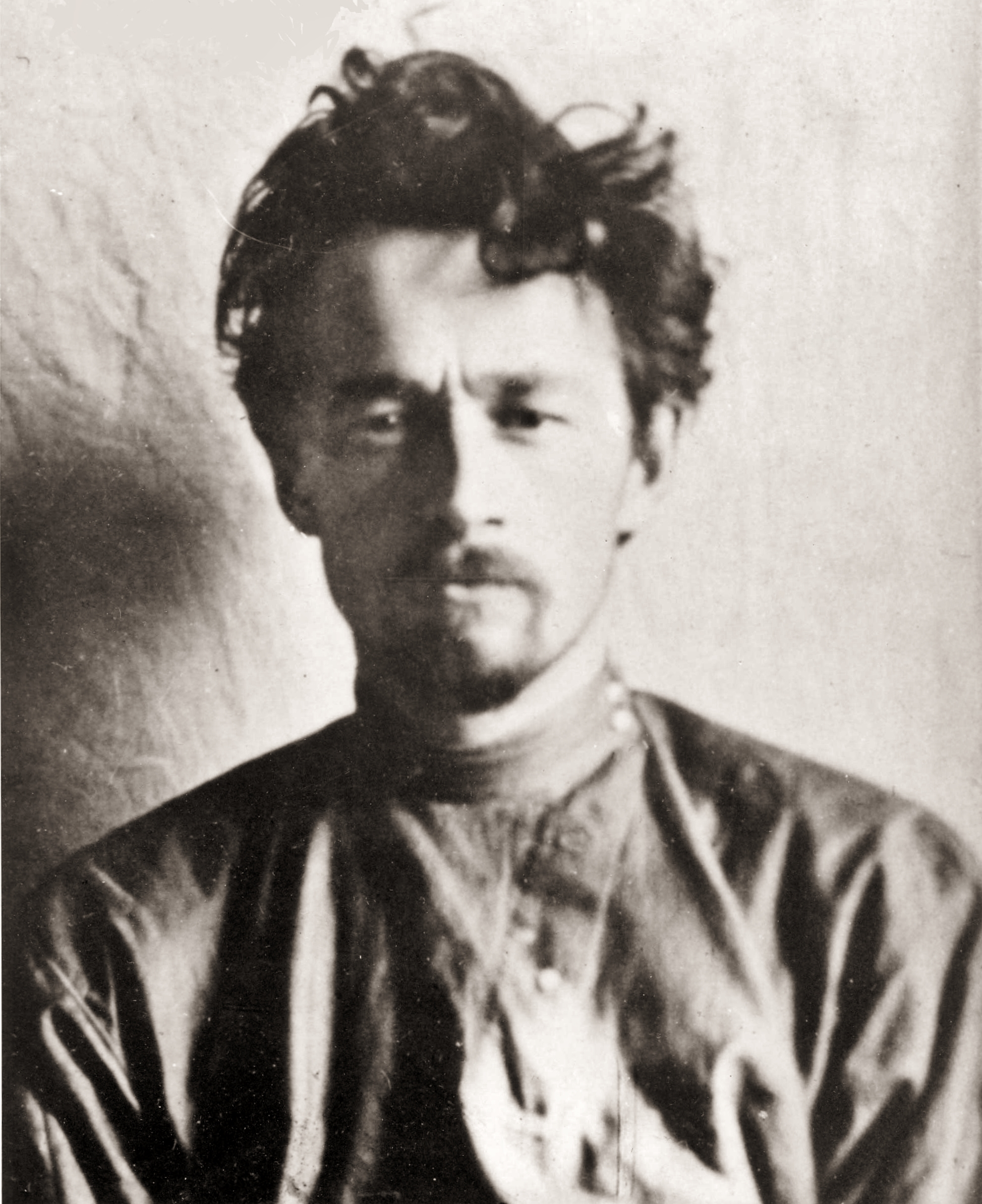
Sozonov in prigione nel 1902

Tornato a Ufa, si mise subito in contatto con gli esiliati politici e i socialisti, avendo ormai abbracciato definitivamente la causa della rivoluzione. Entrò nell'«Unione dei socialdemocratici e socialisti-rivoluzionari», un partito attivo per breve tempo nell'area degli Urali, che legava la giovane corrente marxista con il vecchio populismo, e svolse attività di propagandista tra gli operai. Il 16 (29) marzo 1902, nell'appartamento di famiglia sulla centrale Bol'šaja Uspenskaja, irruppe la polizia con un mandato di perquisizione. Egor ebbe il tempo di strappare alcuni fogli dal suo personale taccuino e di masticarli, per poi accorgersi che nella fretta aveva distrutto le pagine sbagliate. La polizia trovò così le prove — che cercava — dell'esistenza in città di un'attività clandestina coordinata dall'Unione.
Nella prigione di Ufa, in occasione di un colloquio con la madre, Egor prese a male parole un gendarme che, andando evidentemente oltre i suoi compiti, si era messo ad ascoltare la conversazione, e declinò poi altri incontri a quelle condizioni. Akilina Loginovna venne poi a sapere che da quel giorno il figlio aveva rifiutato di nutrirsi. Sozonov indirizzò al tribunale distrettuale la seguente dichiarazione: «Non volendo tollerare più a lungo i soprusi della gendarmeria, chiedo l'immediato rilascio dalla prigione. Dall'8 [21] luglio è in atto uno sciopero della fame che durerà finché non sarà accolta la mia richiesta o finché la morte non mi darà la libertà». Lo sciopero della fame proseguì per una settimana, poi gli fu accordato il trasferimento a Samara che avvenne nel mese di ottobre. Anche qui la madre non mancò di visitare il figlio una volta ogni tre settimane, e nel mentre di una di queste visite, occorsa nella primavera del 1903, fu avvicinata dal capo della polizia, il quale le disse che Egor poteva tornare libero se il padre avesse versato una cauzione di diecimila rubli. Sergej Lazarovič, convocato tramite telegramma, venne a Samara, ma il capo della polizia era stato inviato a Zlatoust a sedare lo sciopero dei minatori. Scoperto il coinvolgimento dell'«Unione dei socialdemocratici e socialisti-rivoluzionari» nella protesta degli operai, a Egor fu negato il rilascio su cauzione e a giugno giunse la condanna a cinque anni di esilio nello Jakutsk.
Durante la primavera del 1903, i minatori di Zlatoust avevano scioperato per le onerose condizioni di lavoro e, nel corso delle rimostranze, quattro di loro erano stati arrestati. Il governatore di Ufa, Nikolaj Bogdanovič (1856-1903), arrivò nella cittadina il 12 (25) marzo, accompagnato dal colonnello della gendarmeria di cui sopra, dal procuratore e da due compagnie di soldati. Tre delegati eletti dagli operai per negoziare il rilascio dei compagni, si recarono il giorno successivo al quartier generale di Bogdanovič, stabilito nella casa del direttore del distretto minerario, ma il governatore non aveva alcuna intenzione di trovare un accordo e intimò ai minatori di tornare al lavoro. Sul posto s'erano frattanto raccolti migliaia di dimostranti, che minacciavano di assediare la casa fintanto che i quattro minatori non fossero stati liberati. Bogdanovič ordinò allora alle truppe schierate in difesa dell'abitazione di far fuoco sulla folla, la quale non udì il comando e si diede alla fuga solo quando esplose la gragnuòla dei colpi sparati ad altezza d'uomo, che lasciò sul terreno una cinquantina di persone tra morti e feriti. La polizia a cavallo continuò il massacro colpendo con le sciabole chi le capitava a tiro, e altri tiri piovvero sulle persone disarmate dalle finestre dell'edificio in cui erano asserragliati il capo del distretto e il suo illustre ospite. Alla fine non si contarono meno di ottanta morti. La sanguinosa repressione, salutata dalla pubblica approvazione del titolare del dicastero per gli Affari interni, Pleve, sconvolse Sozonov e deciderà il destino suo e quello del ministro.
Grigorij Geršuni (1870-1908), il capo dell'«Organizzazione di combattimento del partito socialista-rivoluzionario» (in russo: Боевая организация партии социалистов-революционеров, Boevaja organizacija partii socialistov-revoljucionerov), decise che l'autore della strage dovesse ricevere il giusto castigo e Bogdanovič, il 6 (19) maggio, fu ucciso da Egor Dulebov (1883/84-1908), un meccanico impiegato nelle officine ferroviarie, amico di Sozonov al tempo del suo esilio a Ufa.

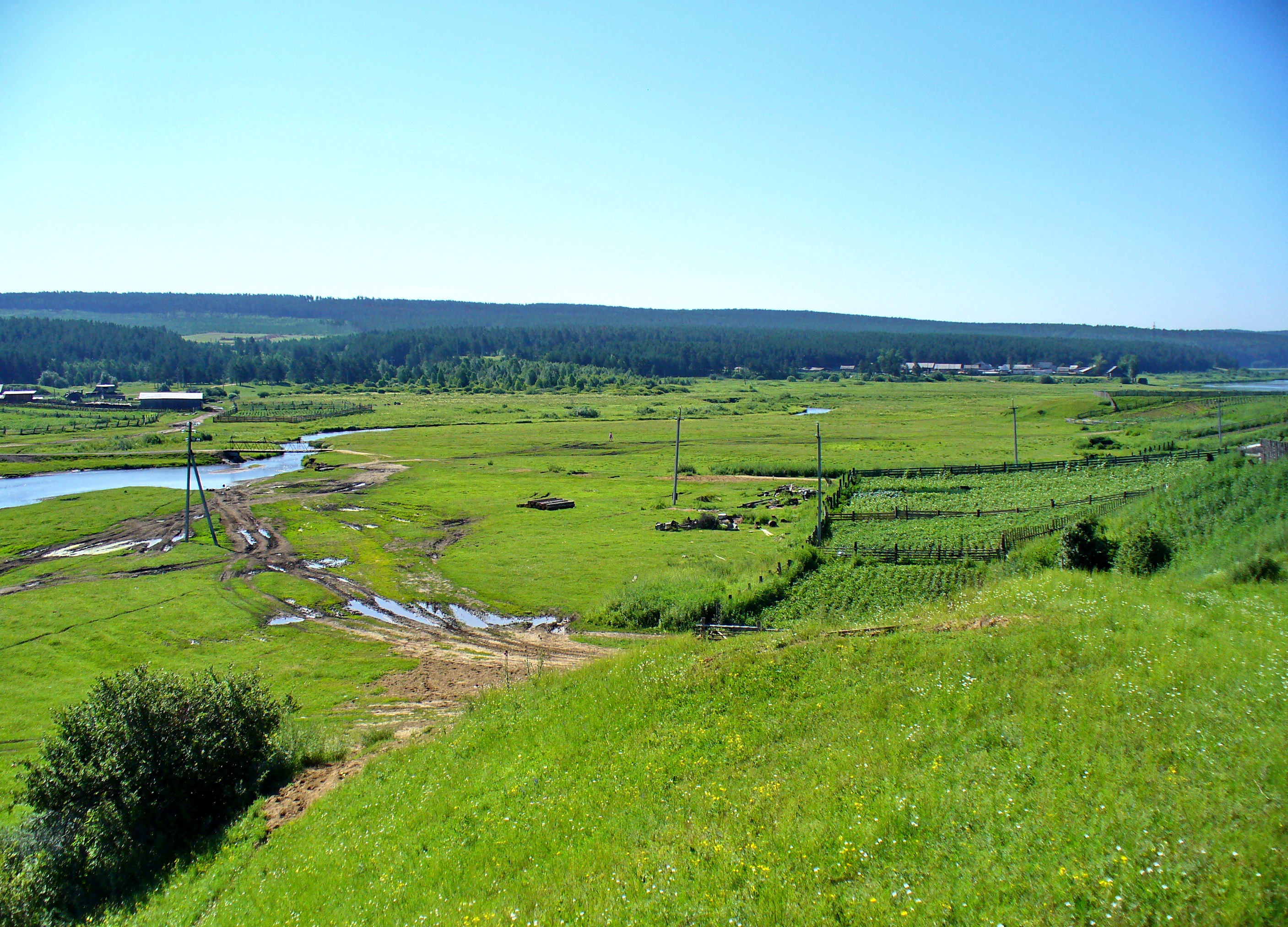
Il villaggio di Ust'-Balej, luogo della fuga di Sozonov dalla Siberia

Sulla via per il carcere di Vercholensk, nella regione di Jakutsk, il 28 agosto (10 settembre) 1903, Egor, giunto con la scorta nel villaggio di Ust'-Balej, riuscì a fuggire. I soldati si erano fermati presso una stalla per alimentare i cavalli, e Sozonov, che non aveva in mente di evadere, di fronte alla disattenzione delle guardie, vide l'opportunità di conquistare la libertà e non se la lasciò scappare. Si allontanò dal cortile posteriore, saltò oltre il recinto e si mise a camminare, sinché, poco oltre il corso d'acqua, non prese a correre per entrare nel fitto della boscaglia. Solo due ore dopo a Ust'-Balej scattò l'allarme per la scomparsa del prigioniero. La notte successiva la fuga, Sozonov raggiunse un villaggio vicino, a lui noto, e con i denari che aveva con sé acquistò un cavallo. Cavalcò fino a Perm' e di qui, in battello, pervenne a Rybinsk, e in treno, a Kiev.
Volendo andare in Svizzera, si diresse a Odessa, ma di lì non poté partire e raggiunse Gusjatin, una cittadina al confine con l'impero austro-ungarico. Mentre era in attesa dei contrabbandieri che dovevano farlo espatriare, fu però fermato da una guardia di frontiera. Egor disse di essere un mercante di Proskurov, ma il caso volle che la guardia fosse originaria di quel posto e domandasse notizie riguardo a un suo conoscente. Non sapendo nulla di questa persona, Sozonov si giustificò sostenendo di essere in realtà un moscovita, a Proskurov da poco. L'uomo, insospettito, chiese i documenti. Nel rivoltare le carte che aveva con sé, a Egor cadde un numero di una rivista conservatrice illustrata, edita dal principe Meščerskij. Il possesso di un giornale reazionario era una prova sufficiente della bontà del sedicente mercante, che fu perciò lasciato stare senza ulteriori accertamenti, nondimeno Sozonov preferì tornare il giorno stesso a Odessa, da dove, quando gli fu possibile, entrò in Europa passando per Kišinëv.

### L'omicidio di Pleve
(Boris V. Savinkov, Memorie di un terrorista, Mosca, 1928, cap. I, VII)

#### Il campione dell'autocrazia
La politica di Pleve da quando, all'indomani del 1° (13) marzo 1881, giorno in cui la Narodnaja volja mise fine al regno di Alessandro II, era divenuto direttore del Dipartimento di polizia, fino al 15 (28) luglio 1904, data della sua morte a due anni dalla nomina a ministro degli Interni, fu mirata a salvaguardare l'integrità dell'istituzione autocratica da qualsiasi ipotesi di riforma, sempre e comunque intesa come sovversiva. Ciò naturalmente significa che la sua azione di governo si limitò a reprimere e a incoraggiare la repressione. Colpì tutti; non solo, come s'è detto, gli operai in sciopero, e possiamo aggiungere che cercò di arginare questo fenomeno incrementando il controllo poliziesco nelle fabbriche, ma anche i contadini, le minoranze etniche, e persino i liberali.

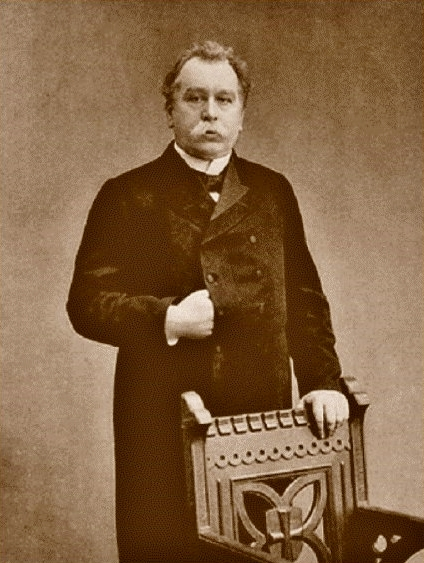
Vjačeslav Pleve

Nel marzo del 1902 scoppiarono importanti ed estese rivolte contadine nei governatorati di Char'kov e di Poltava, che interessarono ben centosessanta villaggi. Il principe Obolenskij (1853-1910), governatore di Char'kov, dopo che alcune decine di case padronali erano state date alle fiamme, reagì ordinando la fustigazione di tutti i contadini dei villaggi coinvolti. Era una misura arbitraria, non consentita dalla legge senza un giudizio che accertasse fatti e responsabilità, e assolutamente indiscriminata, perché puniva l'intera popolazione contadina non curandosi di esentare gli incolpevoli. Fresco di nomina, Pleve, si recò nella regione e sollecitò il principe-governatore a «procedere nella sua opera di pacificazione con rigore ancora maggiore».
Nei rapporti con le minoranze, Pleve si adoperò per realizzare la completa russificazione della Finlandia, sottraendole quel che restava della sua autonomia e badando a soffocare sul nascere l'inevitabile resistenza; fu il sostenitore più acceso, in funzione antirredentista, della nazionalizzazione dei beni della Chiesa armena, sebbene, così facendo, perdeva l'appoggio di un popolo cristiano in un'area — il turbolento Caucaso — a maggioranza musulmana; fu complice delle violenze contro gli ebrei.
Convinto assertore della massima che sia opportuno stornare l'insofferenza delle masse dal governo, e volgerla verso un facile bersaglio su cui sfogare atavici istinti di rivalsa, se pure Pleve non fu, come ritenuto da alcuni studiosi, all'origine del pogrom esploso a Kišinëv l'8 (21) aprile 1903 e durato tre giorni, di sicuro non fece nulla per fermare l'efferata aggressione che portò alla morte una cinquantina di persone e lasciò mutilate svariate altre. La polizia, infatti, intervenne solo quando gli ebrei si armarono per autodifesa. Che le forze dell'ordine fossero quanto meno complici del misfatto fu provato, già allora, allorché fu reso pubblico un telegramma di Pleve alle autorità locali e alla vigilia del pogrom, di cui era quindi informato, nel quale raccomandava di usare con gli attaccanti esclusivamente «metodi persuasivi».
Su proposta del ministro delle Finanze Vitte, era stata istituita una Conferenza speciale per i bisogni dell'industria agricola. Una commissione regia, affiancata da comitati locali, avrebbe discusso e cercato soluzioni alla crisi dell'agricoltura e dell'industria a essa collegata. Si pensava che i Comitati sarebbero stati composti da un'ampia rappresentanza delle assemblee provinciali, e invece furono convocati unicamente i presidenti degli zemstva, un chiaro indizio della volontà governativa di ridurre al minimo le proposte troppo radicali. I delegati di venticinque zemstva si riunirono per decidere la condotta da tenere durante la conferenza e concertarono una serie di suggerimenti il cui nocciolo era che la crisi poteva essere risolta a condizione di alfabetizzare i contadini, favorire il movimento dei capitali finanziari, decentrare le funzioni amministrative. Pleve fece sapere ai delegati che la loro assemblea era illegittima, che mai sarebbe stata riconosciuta, e che pertanto le sue conclusioni non potevano essere prese in considerazione. L'intransigenza di Pleve, portavoce di Nicola II, ebbe l'effetto di dare manforte alla corrente minoritaria degli zemstva, orientata a lottare per l'abolizione del regime autocratico, che si munì di un giornale dal programmatico nome di «Osvoboždenie» (Liberazione), per poi arrivare, nel gennaio del 1904, a formare un primo soggetto politico unitario dell'opposizione liberale.

#### Preparazione, imprevisti, ed esecuzione dell'attentato
Da Ginevra Sozonov scrisse alla madre: «Io desidero ancora vivere cristianamente, ho solo deciso che, invece di sprecare del tutto e per niente cinque anni in un deserto senza speranza, tra la fame, il freddo e l'oscuramento mentale, avrei cercato una nuova vita. E spero di trovare questa nuova vita [...] Qui posso con calma arrendermi alla scienza e, infine, portare a compimento quei sogni che facevo un tempo nelle nostre università russe, ma che dovevano sfumare e appassire sul nascere». Dichiarava quindi che avrebbe fatto l'uditore all'università di Berna e che, quando avrebbe parlato sufficientemente bene la lingua tedesca, si sarebbe iscritto come studente a tutti gli effetti e nel giro di tre-quattro anni avrebbe conseguito la laurea. In realtà Egor Sergeevič era perseguitato dalla situazione politica del suo paese. «Quando evasi dalla Siberia — confessa nelle sue note autobiografiche — sentivo i fantasmi insanguinati alle mie spalle, che non mi lasciavano mai né di giorno né di notte, sussurrarmi: “Tocca a te, tocca a te, andare da Pleve”. E quando seppi quel che faceva il ministro in Russia, mi resi conto che non avevo il diritto di essere felice e di vivere in pace».

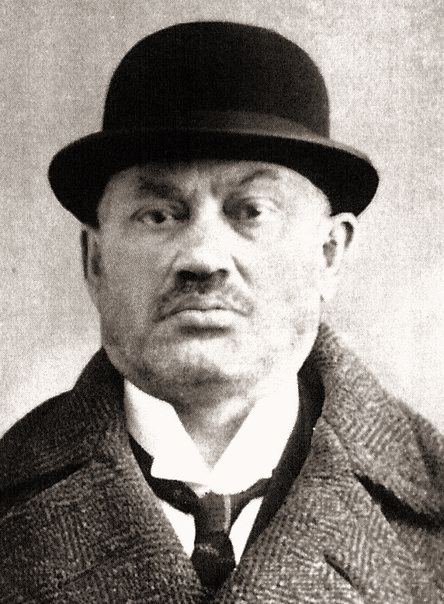
Evno Azef

A Ginevra Sozonov prese contatto con i vertici del Partito socialista-rivoluzionario nella persona di Michail Goc (1866-1906), che lo presentò a Evno Azef, nuovo capo dell'Organizzazione di combattimento dopo l'arresto, avvenuto a maggio, di Geršuni.
Azef era un agente provocatore al soldo dell'Ochrana fin dal 1893, e può sembrare incredibile che stesse pianificando l'assassinio del suo superiore, se non si ammette che egli era, più precisamente, un doppiogiochista, un individuo aduso a servire, a seconda del proprio tornaconto, ora questa, ora quella parte. In più, poiché all'interno del partito, c'era chi gli contendeva la direzione del gruppo terroristico e non si fidava di lui, diveniva di capitale importanza mostrare eccezionali virtù cospirative e mettersi al riparo dal sospetto di connivenza con le forze dell'ordine. Ma la vera sfida di Azef era convincere la polizia, che lo sapeva per uno dei membri dell'Organizzazione di combattimento, benché ignorasse la sua ascesa al vertice, di essere completamente estraneo alla morte di Pleve. Per riuscire nella macchinazione, di tanto in tanto scompariva e ritardava l'esecuzione dell'impresa con i pretesti più diversi, e intanto guadagnava tempo prezioso a crearsi un alibi attendibile.

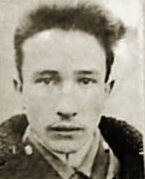
Boris Savinkov

Il progetto di attentato elaborato da Azef contemplava di uccidere Pleve con una bomba gettata nella sua carrozza durante il percorso dagli uffici del Dipartimento di polizia sul Fontanka, alla sede dello zar — che poteva essere il Palazzo d'Inverno, Carskoe selo, o Petergof — dove si recava periodicamente a fare rapporto. Bisognava raccogliere informazioni dettagliate senza dare nell'occhio, giacché Pleve era protetto da una rete di spie, e ciò poteva essere fatto solo mimetizzandosi nella variegata folla che popolava le strade a ragion veduta, quali erano i giornalai, i venditori ambulanti di cianfrusaglie o tabacco, i vetturini.
A Egor, che era stato accolto da Azev nella sezione terroristica dei SR, fu appunto chiesto di istruirsi nel mestiere di cocchiere, e al rientro in Russia, nel gennaio 1904, si recò a Tver' per conseguire la licenza. Un mese e mezzo dopo approdò a San Pietroburgo per iniziare il lavoro di sorveglianza insieme a Iosif Maceevskij, addetto all'incarico con le sue stesse credenziali. Intorno alla metà del mese di marzo, gli spostamenti di Pleve, che faceva rapporto al sovrano ogni giovedì a mezzogiorno, erano conosciuti, e tutti i principali cospiratori, coordinati da Boris Savinkov, erano pronti ad agire.

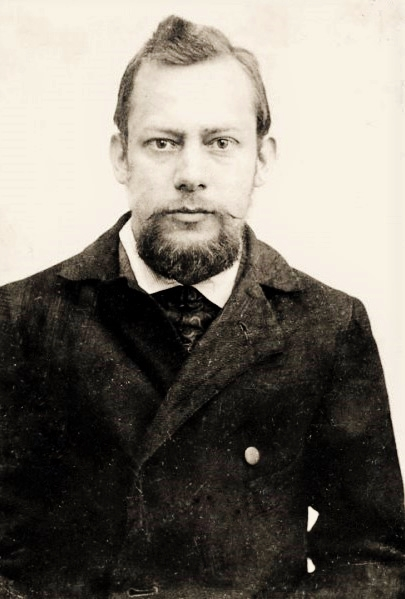
Ivan Kaljaev

Studiato il percorso della carrozza di Pleve, dal Dipartimento di polizia al Palazzo d'Inverno e viceversa, fu deciso di colpire durante il viaggio di ritorno. Nel giorno stabilito per l'attacco, il 18 (31) marzo, i tre lanciatori, scelti da Savinkov e approvati da Azef, presero posizione a varie altezze dei lungofiumi Fontanka e Neva. Si trattava di David Borišanskij (?-dopo 1905), Aleksej Pokotilov (1879-1904), muniti entrambi di due bombe, e di Sozonov, che a differenza degli altri non era a piedi bensì seduto a cassetta, cui ne era stata affidata una. I proiettili erano stati confezionati da Maksimilian Švejcer (1881-1905), ex studente di fisica e matematica, esperto d'esplosivi. Ivan Kaljaev e Maceevskij, dal ponte Pantelejmon, dovevano dare ai lanciatori il segnale dell'avvicinarsi di Pleve. Egor era appostato nei pressi dell'ingresso principale del Dipartimento, con il proiettile nascosto sulle ginocchia, sotto il soprabito. Si distingueva dagli altri cocchieri per stazionare nella direzione opposta al senso di marcia, e questo al fine di scorgere Maceevskij levarsi il berretto a guisa di segnale, e per rifiutare la corsa ai potenziali clienti. Tali stranezze accentrarono l'attenzione degli altri vetturini che lo additavano, e Egor, per stroncare le indesiderate attenzioni, volse il muso della vettura, precludendosi la vista del ponte.
Una mezz'ora prima dell'arrivo di Pleve, Borišanskij, sentendosi spiato abbandonò la sua postazione: Pokotilov, che era sul lungoneva Anglijskaja, non fece in tempo a gettare il suo proiettile, colto alla sprovvista dallo sfrecciare della carrozza del ministro. Restava Egor. Ma non potendo avere di continuo la testa girata all'indietro, non vide il segnale, e al fulmineo passaggio di Pleve, perse l'attimo buono al lancio della bomba, che pure aveva afferrata.
Dopo il tentativo infruttuoso del 18 (31) marzo, Azef non si fece trovare a San Pietroburgo e Savinkov, temendo che fosse stato arrestato, decise di sospendere l'attacco a Pleve e di ripiegare su un bersaglio più abbordabile, sebbene ugualmente odiato, il governatore generale di Kiev, Nikolaj Klejgel's (1850-1916). Non tutti furono d'accordo con la sua proposta. Sozonov, Borišanskij, Pokotilov e Maceevskij volevano riprovare la settimana successiva a uccidere Pleve, mentre Švejcer e Kaljaev si dissero favorevoli a seguire Savinkov. Il 25 marzo (7 aprile), il tentativo, che era stato affidato a Borišanskij, fallì perché Pleve si era servito di un percorso alternativo.

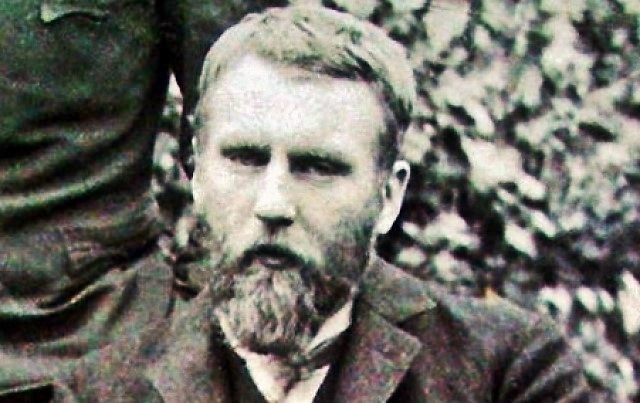
Aleksej Pokotilov

La notte tra il 31 marzo e il 1º aprile (13-14 aprile), Pokitolov, adibito alla costruzione dei proiettili assieme a Švejcer, morì nell'esplosione della sua stanza all'Hotel Severnyj, probabilmente a causa del fulminato di mercurio usato nell'innesco delle bombe. In previsione di un nuovo tentativo per giovedì 1º aprile, Pokotilov stava infatti preparando un nuovo ordigno. Il proiettile esplosivo dei socialisti-rivoluzionari era una versione semplificata di quello ideato da Kibal'čič, con un solo detonatore e cilindri di latta invece che d'ottone.
La morte di Pokotilov e la perdita con lui dei proiettili che aveva con sé, lasciava al gruppo solo il materiale esplosivo conservato da Švejcer, che non era però sufficiente a preparare le bombe atte a uccidere Pleve. Savinkov pensò di procedere con Klejgel's e di inviare per il momento all'estero quelli che erano restati a San Pietroburgo. Ma poco dopo giunse a Kiev Azef, che il 29 marzo (11 aprile) aveva incontrato Pokotilov e saputo delle modifiche apportate al piano originario, per ordinare a Savinkov di riunire immediatamente gli uomini nella capitale, e affidare a Švejcer il compito di produrre altra gelatina esplosiva. Lui si sarebbe occupato di trovare nuovi elementi per potenziare il gruppo.

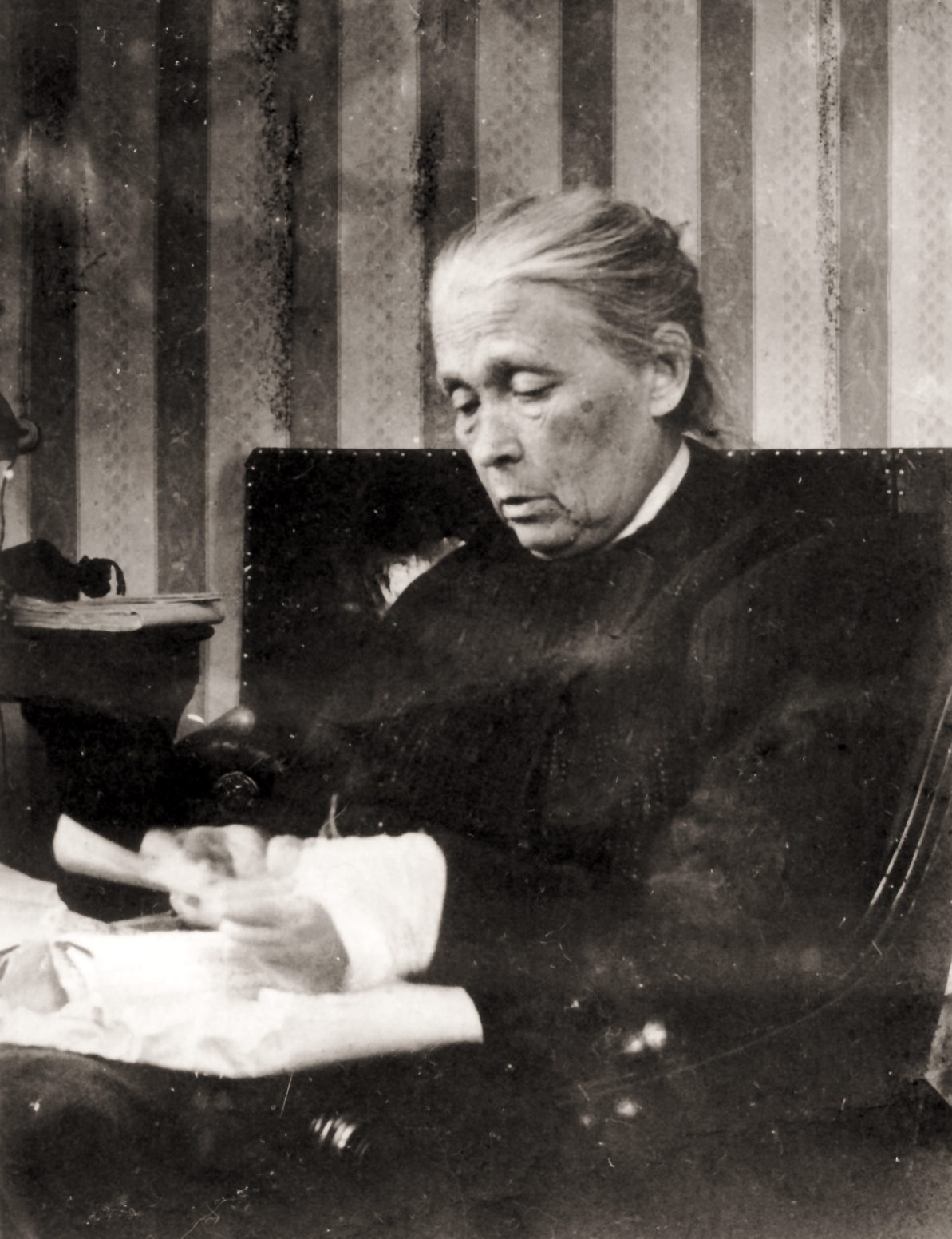
Praskov'ja Ivanovskaja

Kaljaev fermò Sozonov, che era diretto a Ginevra, sul treno Vilnius-Suwałki, e lo portò a Char'kov, dove era in agenda la discussione di un nuovo piano alla presenza di Azef. C'era anche un primo rinforzo proveniente da Kiev: Dora Brilliant (1879-1909), la compagna di Pokotilov. Affinché non si ripetessero gli insuccessi del 18 e del 25 marzo, si convenne di migliorare il livello della sorveglianza e di utilizzare una casa sicura per facilitare gli incontri e la pronta visione delle informazioni raccolte. Fu così affittato a San Pietroburgo un appartamento in via Žukovskij 31, una lunga strada che sbocca sul Litejnyj prospekt, dal quale è facilmente raggiungibile il Dipartimento di polizia. Savinkov, nei panni di un ricco imprenditore inglese nel ramo dei velocipedi, e la Brilliant, in quelli della moglie, sarebbero stati i padroni di casa. Con loro, la cuoca Praskov'ja Ivanovskaja, e il cameriere Sozonov. Ultimo elemento chiamato ad ampliare l'unità operativa diretta da Savinkov era Egor Dulebov, il vendicatore dei minatori di Zlatoust, incaricato di fare la guardia a Pleve.

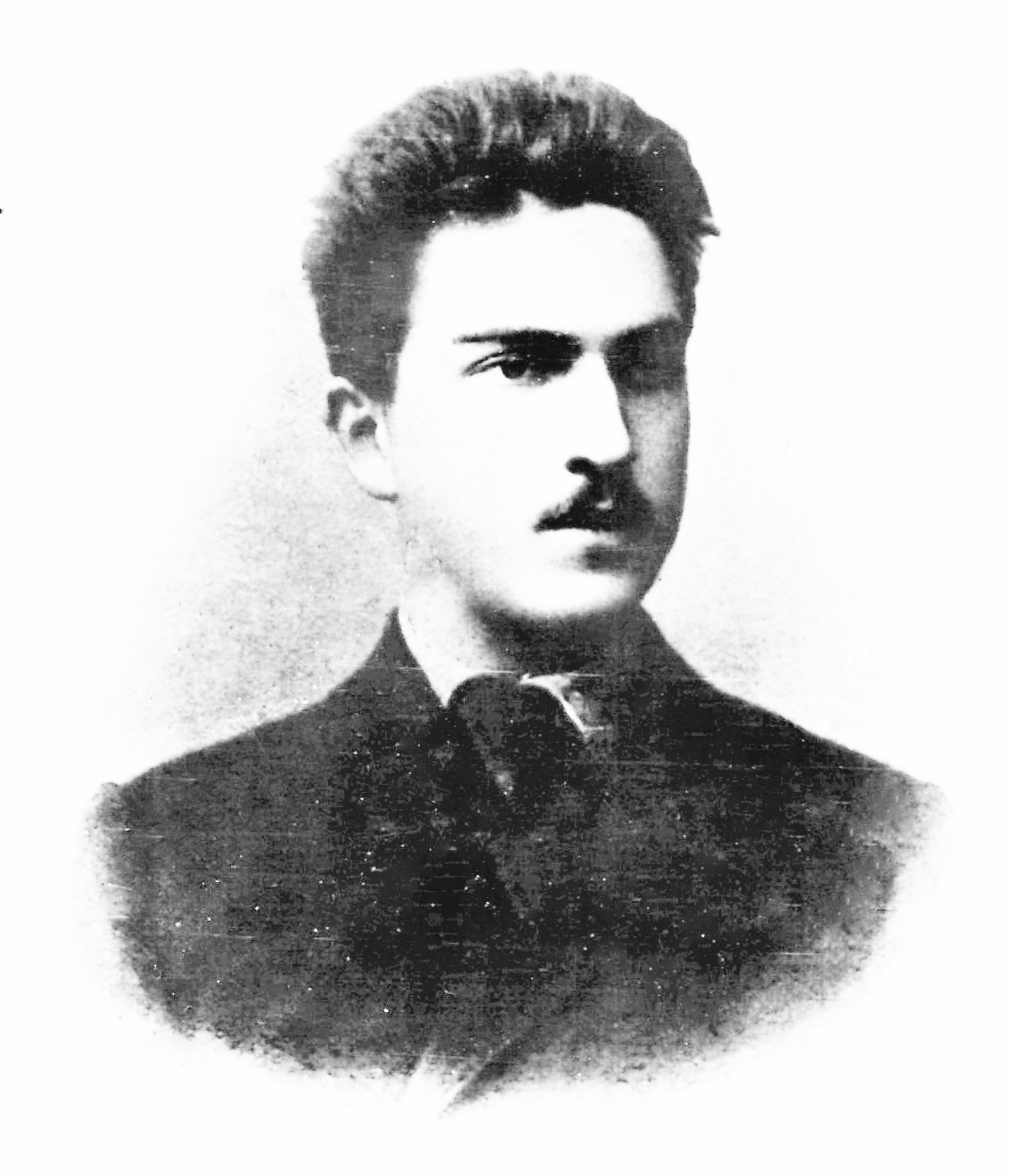
Maksimilian Švejcer

Frattanto Švejcer aveva acquistato a Char'kov, in mancanza di meglio, materiale deteriorato per la fabbricazione di un pud di gelatina esplosiva. Un giorno, nel corso della delicata fase di cottura a bagnomaria della miscela, un violento getto d'acqua calda gli provocò gravi ustioni sul lato superiore destro del corpo, ma Švejcer continuò a lavorare finché non ebbe prodotto la quantità di dinamite richiesta, e solo poi si fece ricoverare in un ospedale di Mosca.
Sozonov, astemio, istruito, scapolo e con un decoroso stipendio, era molto apprezzato dalle cameriere del palazzo e dal portiere anziano, che ovviamente si fece amico; quanto alla Ivanovskaja, entrò in relazione intima con la moglie del portiere. Insieme, con astuzia e semplicità, costruirono una reputazione alla casa, così da non destare sospetti, quando i padroni ricevevano le visite di Kaljaev, Dulebov e Maceevskij, i responsabili del monitoraggio di Pleve. I dati accumulati avevano composto un quadro preciso dei suoi movimenti. Dalla residenza sulla piccola isola Aptekarskij, nel delta della Neva, Pleve, il giovedì si portava col treno da Nicola II a Carskoe selo, mentre il martedì era a Palazzo Mariinskij per partecipare al Consiglio di Stato. Un po' più avanti lo zar si trasferì a Petergof sul mar Baltico, e allora fu il solo Kaljaev a mettersi alle calcagna di Pleve.
Presto le indicazioni raccolte furono sufficienti a concludere che l'attacco doveva essere effettuato lungo la via che conduceva il ministro alla stazione di Varsavia dove prendeva il treno per Petergof, e da quel momento ebbe inizio l'abbandono della casa sicura. Cominciò Sozonov a defilarsi, raccontando di essere stato licenziato dall'inflessibile padrona per aver rotto uno specchio, seguito a breve da Savinkov che lasciava la capitale per lavoro. Con l'eccezione della Ivanovskaja, restata a San Pietroburgo, si ritrovarono tutti, Azef compreso, a Mosca per curare i dettagli dell'assassinio. Volendo non lasciare scampo a Pleve, si optò per l'uso di quattro lanciatori, ma si trovò l'accordo solo per due: Kaljaev e Sozonov. Quindi Azef e Sozonov si recarono nella regione del Volga, mentre Savinkov assieme a Kaljaev tornò a San Pietroburgo, dove li attendeva Švejcer con la dinamite.

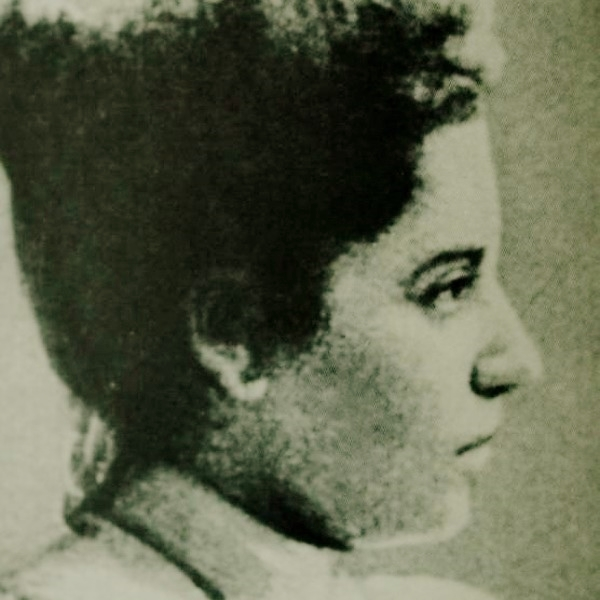
Dora Brilliant

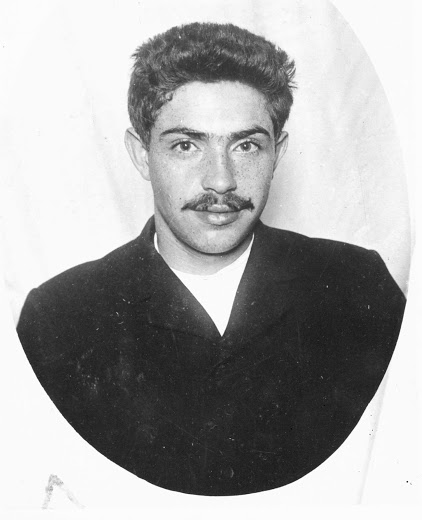
Lev Sikorskij

In previsione dell'attacco che sarebbe stato sferrato l'8 (21) luglio, si tenne ancora un altro convegno, senza Kaljaev e con la Brilliant che si candidava al ruolo di lanciatore. Prevalse la netta opposizione di Savinkov, a fronte di un Azef favorevole e di un Sozonov, possibilista. Alla fine fu sancito che i lanciatori sarebbero stati, nell'ordine: Borišanskij, Sozonov, Kaljaev, e Lev Sikorskij (1884-1927), un giovanissimo operaio conciatore polacco, inesperto e non molto istruito nella lingua russa, raccomandato da Borišanskij. L'appartamento sul Žukovskij fu liquidato; la Ivanovskaja e la Brilliant lasciarono la capitale.
L'8 (21) luglio il tentativo non fu effettuato a causa di Sozonov, giunto in ritardo. Švejcer, da una vettura di piazza, aveva consegnato la bomba a Kaljaev e poi atteso a vuoto Sozonov, che doveva arrivare con Savinkov. Si poteva provare con tre lanciatori, ma quando Švejcer andò incontro a Borišanskij e a Sikorskij, scoprì che non si erano trattenuti oltre il tempo concordato. In realtà Sozonov non aveva mancato l'appuntamento, ma lui e Savinkov non si erano trovati sul luogo fissato, lungo il Novo Petergof prospekt (ora, Lermontov prospekt), all'angolo tra gli alloggi della decima e della dodicesima compagnia del reggimento Izmajlovskij.
La mattina del 15 (28) luglio Švejcer, a bordo di un calesse condotto da Dulebov, distribuì le quattro bombe ai lanciatori. La cartuccia data a Sozonov era la più grande. Pesava cinque chili, il doppio delle altre, aveva forma cilindrica, era avvolta in carta da giornale e legata con lo spago. Lui e Kaljaev, il cui proiettile era fasciato da un fazzoletto, non nascondevano gli ordigni. Sikorskij e Borišanskij, invece, li occultavano tra le pieghe degli impermeabili. Il supervisore Savinkov volle vedere, davanti alla chiesa dell'Intercessione sulla via Sadovaja, i lanciatori prima che entrassero in azione; quindi ognuno prese posizione a circa quaranta passi di distanza l'uno dall'altro, alla confluenza tra l'Izmajlovskij prospekt e l'Obvodnyj kanal, dove sorge la stazione di Varsavia. Švejcer era andato a casa; Maceevskij e Dulebov erano nei paraggi ad osservare l'evolversi degli eventi; Savinkov, più dietro.
Quando mancava mezz'ora alla partenza del treno per Petergof, alle 09:00, apparve sul Prospekt la carrozza chiusa di Pleve, scortata ai fianchi da agenti della polizia segreta sui velocipedi, e seguita da una vettura occupata dal capo della polizia. Borišanskij fu superato e Sozonov, che indossava la divisa del dipendente ferroviario, passava ad essere il primo lanciatore. In quel momento accadde qualcosa che agevolò la riuscita dell'attentato.

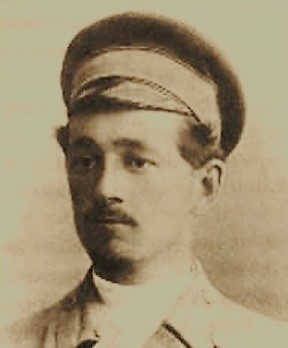
Sozonov con la divisa da impiegato delle ferrovie

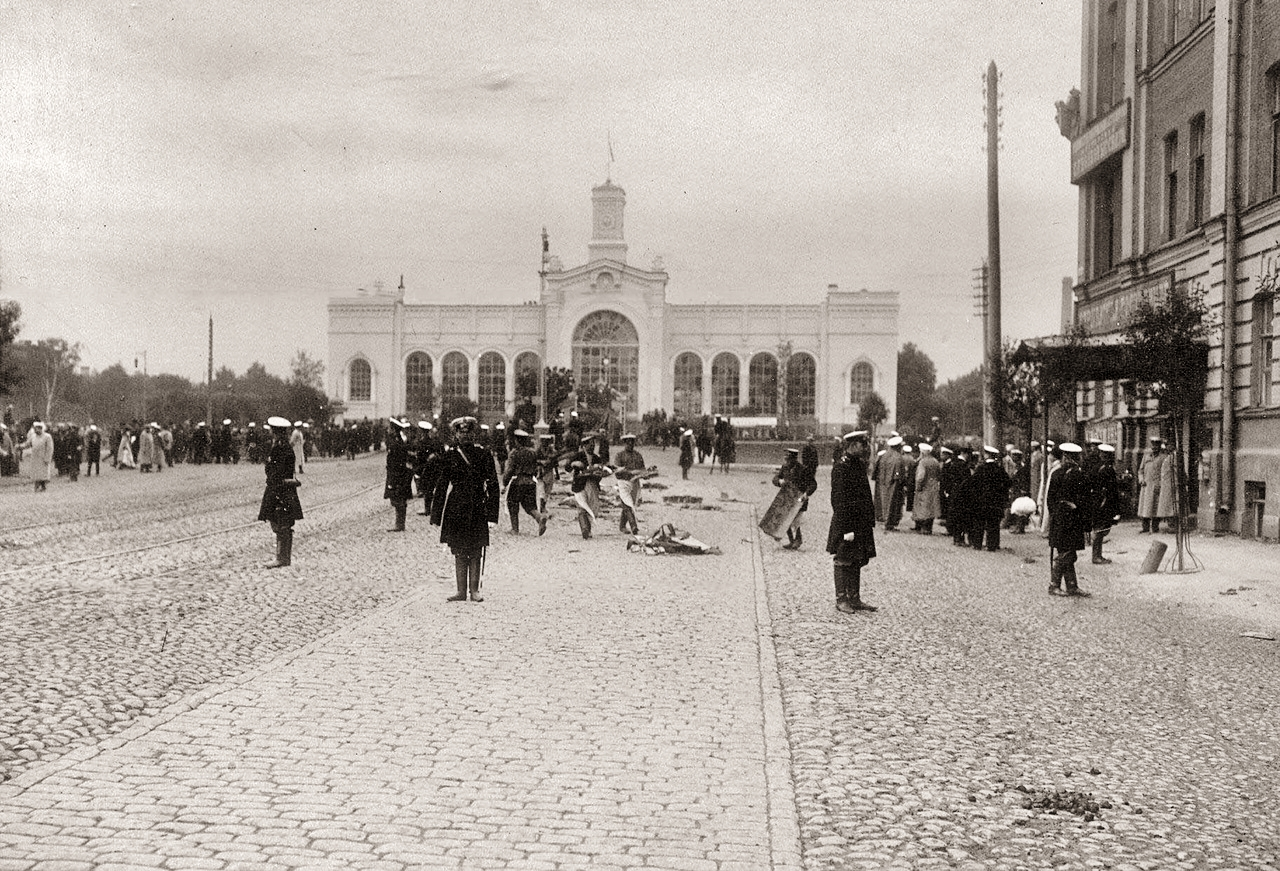
Funzionari governativi sul luogo dell'attentato a Pleve. L'edificio sullo sfondo è la stazione Varsavia; quello che s'intravede a destra è l'omonimo albergo

Nella rievocazione fatta da Sozonov in una lettera ai compagni, la cronologia degli eventi è la seguente: «Proprio nel mezzo tra me e la carrozza, grossomodo alla stessa altezza del fatidico abboccamento, era fermo l'omnibus. Ho dovuto rallentare il passo per dare il tempo all'omnibus di partire o alla carrozza di farsi da presso [...] Mi guardo intorno molto accuratamente: osservo che sul marciapiede tanta era la gente comune, cioè più del solito, vale a dire, pochi; sul marciapiede di rado stazionano i vetturini e, ancora una volta, non ce n'erano. Per mia fortuna l'omnibus parte e la strada si fa deserta. Era giunta l'ora. Svelto, ma senza correre, gli vado incontro, seguendo il percorso della carrozza... Gli sono arrivato molto vicino, almeno così credo. Ho visto Pleve cambiare rapidamente posizione, chinarsi e schiacciare il viso sul finestrino. Il mio sguardo incrociò i suoi occhi spalancati. Indugiare non era più possibile: alla fine ci eravamo incontrati... La carrozza era quasi al passo con me. Faccio oscillare dolcemente la bomba e la getto mirando proprio al finestrino. Ciò che è successo dopo non ho visto né sentito, tutto è svanito dagli occhi e dalla mente. Ma l'attimo successivo la coscienza già mi tornava. Ero coricato sul marciapiede. Il primo pensiero è stato di meraviglia per essere ancora vivo. Ero euforico per essermi ripreso, ma non sentivo il mio corpo, come se oltre al pensiero non avessi più nulla. Volevo disperatamente conoscere la situazione: in qualche modo mi sono sollevato sul gomito e ho visto, attraverso il fumo, vicino, per terra, il cappotto insanguinato del ministro e qualcos'altro, ma né la carrozza né i cavalli. La soddisfazione della vittoria mi invase; scoppiai a gridare: “Abbasso l'autocrazia!”. Secondo i testimoni ho gridato: “Viva la libertà!”».
Sozonov, gravemente ferito, cercò di afferrare la pistola che aveva con sé per uccidersi, ma il braccio non gli rispose. L'urlo di giubilo lo aveva qualificato come l'autore dell'attentato, perciò gli agenti di scorta si diedero al suo immediato pestaggio. Fu picchiato, afferrato per le gambe e trascinato al vicino albergo Varsavia, e quindi per le scale fino al terzo piano, in modo che la testa battesse sugli scalini, e sempre preso a calci dagli agenti inferociti a causa dell'attentato. Nella stanza in cui i gendarmi lo portarono, Sozonov fu denudato e poi, incosciente, trasferito in ospedale.
Frattanto gli altri lanciatori che avevano avuto l'ordine, se il tentativo si fosse consumato, di sbarazzarsi dei proiettili, eseguirono. Solo Sikorskij, nuovo a San Pietroburgo, dimenticò il luogo mostratogli per liberarsi della bomba e, invece di raggiungere il parco Petrovskij, noleggiare una barca e gettare il proiettile nella Neva, la lanciò nel fiume vicino al punto in cui era ormeggiata la corazzata Slava. Il gesto, proibito, fu visto da un marinaio che consegnò Sikorskij alla polizia, quando l'inesperto operaio polacco tentò di pagarlo per essere lasciato andare. La natura dell'oggetto volato in acqua sarà scoperta mesi dopo, con il ripescaggio della bomba.
L'attentato, nel quale oltre a Pleve morirono il cocchiere e il sottufficiale Ivan Filippov, e restarono lievemente feriti dodici agenti, ebbe vasta eco in patria e all'estero. In Russia il sentimento generale fu di soddisfazione e si può dire che dalla società civile non si levarono voci di condanna, tanto è vero che il governo si spaventò e per ricostruire un clima di fiducia intorno a sé, nuovo ministro dell'Interno fu nominato il principe liberale Svjatopolk-Mirskij (1857-1914), già vice di Sipjagin e che all'avvento di Pleve si era dimesso, non condividendo la sua politica repressiva, per assumere l'incarico di governatore a Vilnius.

### Convalescenza e processo

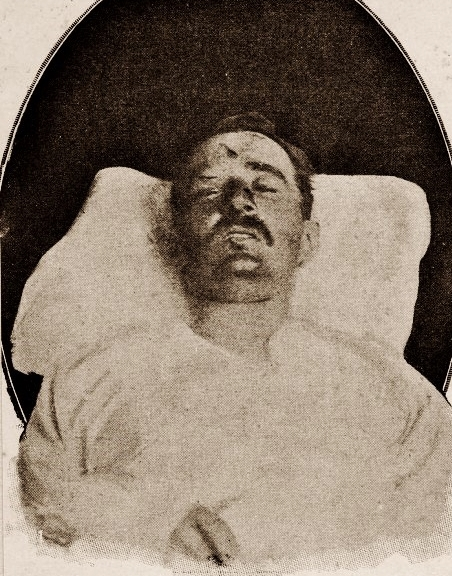
Sozonov ferito dopo l'attentato a Pleve.

All'ospedale Aleksandr, riservato alla manovalanza operaia, Sozonov fu operato sotto gli occhi del ministro della Giustizia Murav'ëv (1850-1908). Aveva ferite al viso, uno squarcio nel ventre, che evolse in una «tumefazione purulenta», le mani bruciate, e la pianta del piede sinistro, cui furono amputate due dita, «frantumata», come pure la «guaina tendinea». Ancora, i colpi ricevuti alla schiena e la violenta caduta a terra, susseguente l'esplosione, provocarono l'insorgenza di una «pleurite traumatica», e anche la capacità uditiva risultò compromessa.
Al risveglio dall'intervento, Sozonov era assetato e, ignorando di essere sordo, sentiva «una voce stranamente lontana» che gli chiedeva come si chiamasse. Era cominciato il primo interrogatorio. Egli non diede le proprie generalità e si limitò a proclamarsi membro dell'ala militare del Partito socialista-rivoluzionario, dichiarazione che non firmò. Il giorno dopo fu trasferito nell'ospedale della prigione Kresty. Subentrò poi una lunga fase di delirio. Da San Pietroburgo furono allora inviati ovunque telegrammi con la descrizione e la fotografia dell'ignoto attentatore. In quello inoltrato dal direttore del Dipartimento di polizia di San Pietroburgo al capo divisione dell'Ochrana di Mosca, si può leggere che «l'assassino, dall'aspetto, si presume un artigiano o un maestro rurale, forse del Sud», è di «altezza superiore alla media», ha una «complessione robusta», è «biondo, rossiccio, con deboli tracce di vaiolo su entrambe le guance», ha il «naso aquilino, baffi biondo-scuro non folti», una fisionomia tipicamente russa.. In un altro dispaccio della polizia, scritto quando la sua identità non era più un mistero, aсcanto a questi segni di riconoscimento, si legge che Sozonov era alto 2 aršin e 8,25 veršok (1,80 m.), aveva le lentiggini e una voce tenorile.
Gli agenti della polizia segreta, travestiti da sanitari, cercarono di sfruttare lo stato di alterazione mentale in cui era precipitato Sozonov per carpirgli informazioni. Gli dissero che con la sua bomba aveva ucciso quaranta persone, tra cui una bambina di cinque anni, che la bomba di Sikorskij era esplosa per sbaglio dilaniando undici scaricatori in servizio al porto, e che ora stava consegnando i suoi complici. Gli offrirono del denaro, il perdono. A tutte queste provocazioni, Sozonov non reagiva o gridava. Alla fine dichiarò il proprio nome. Siffatta deroga dall'obbligo per ogni membro dell'organizzazione combattente di tenere l'identità segreta, gli causò un grave, intimo sconforto. Ma non pare che l'Ochrana abbia ricavato altro da lui. Infatti, se è vero che pronunciò il nome «Valentin», non fu però associato allo pseudonimo di Azef, che era Valentin Kuzmič. Al principio del 1905, quando la socialista-rivoluzionaria Ekaterina Izmajlovič (1881-1906) era in attesa di processo nella Casa di detenzione preventiva, trovò in un libro della biblioteca del carcere un appunto scritto da Sozonov, in cui esprimeva tutta la sua disperazione con le parole: «Non restare vivo nelle mani del nemico. È spaventoso!», quasi un desiderio di darsi la morte per il grande senso di colpa che l'angustiava.
Sozonov restò completamente immobile per quasi tre mesi, quando cominciò a stare seduto, e solo al quarto mese poté rimettersi in piedi con l'aiuto delle stampelle. Fu processato presso la corte di Giustizia di San Pietroburgo alla presenza dei rappresentanti di classe, una variante della rappresentanza speciale del Senato, composta da esponenti della nobiltà e da ricchi possidenti, il 30 novembre (13 dicembre) 1904. Si trovava in una «condizione di estrema debolezza, con la testa a pezzi», e fece un lungo discorso «in forma imprecisa», a tratti confuso, inciampando «in ogni singola parola», la cui sostanza era che aveva ucciso Pleve perché questi aveva «bagnato di sangue la terra russa, ordinando di fucilare i lavoratori e non punendo i governatori che così avevano deciso». Disse anche che l'organizzazione combattente, proponendosi il fine di abbattere il regime esistente, riteneva ammissibile l'omicidio politico, «l'eliminazione dei servi più zelanti dell'autocrazia e, di conseguenza, i nemici più tenaci del popolo». Era il suo pensiero da narodovolec non allineato alla posizione ufficiale del partito, — come del resto tutti gli altri militanti della Boevaja organizacija — quale era espressa nel programma di Viktor Černov, pubblicato a maggio su «Revoljucionnoj Rossii» (la Russia rivoluzionaria), secondo cui la distruzione della tirannide zarista non contemplava il ricorso all'omicidio politico.
La sera stessa del 30 novembre (13 dicembre), verso le 7 p. m., fu letto il verdetto che condannava Sozonov ai lavori forzati «senza scadenza», cioè a vita, e Sikorskij a vent'anni.
La sentenza entrò in vigore il 28 dicembre 1904 (10 gennaio 1905), dopodiché, il 24 gennaio (6 febbraio), Sozonov e Sikorskij furono rinchiusi nella fortezza di Šlissel'burg. Per effetto del manifesto pubblicato in occasione della nascita dell'erede al trono, lo zarevic Alessio, e di quello reso noto il 17 (30) ottobre 1905, la pena di Egor si ridusse a soli sette anni, cui avrebbe fatto seguito l'esilio in Siberia. Il primo effetto dell'alleggerimento della sentenza fu il rilascio dallo Šlissel'burg, avvenuto il 30 gennaio (13 febbraio) 1906. Trasferito a Mosca, nella torre di Pugaëv della prigione di Butyrka, partì l'11 (24) maggio 1906 per il bagno penale di Nerčinsk, che raggiunse a giugno.
Sozonov, a processo concluso, così descrisse ai compagni i difficili giorni che aveva vissuto:

### La katorga nel distretto minerario di Nerčinsk
Nel sistema penale dell'Impero russo la prassi di inviare nelle remote e inospitali lande della Siberia i prigionieri politici, divenne consolidata dopo la rivolta dei decabristi, ma solo i detenuti comuni erano obbligati ai lavori forzati.
Il bagno penale del distretto minerario di Nerčinsk, nella regione montuosa del Transbaikal, comprendeva le tre aree amministrative di Algači, Zerentuj e Kara. L'area di Algači annoverava le prigioni di Akatuj e Algači; l'area di Zerentuj, i penitenziari di Kadaja, Mal'cev, Kutomara e Zerentuj. Il complesso di prigioni di Kara fu chiuso ufficialmente nel 1898, ma i prigionieri erano stati spostati nelle altre prigioni di Nerčinsk già dal 1889, quando la protesta contro l'uso della frusta era sfociata in un suicidio di massa che aveva portato alla morte sei rivoluzionari, quattro donne e due uomini. La profonda impressione suscitata dall'episodio impose al governo un cambio di rotta. Fu promulgato un decreto che vietava di fustigare tutte le donne e i detenuti politici maschi. Questo stato di cose restò invariato fino al soffocamento della rivoluzione del 1905, allorché, nell'autunno del 1907, alle amministrazioni penitenziarie giunse comunicazione che nessun detenuto era esente dalle punizioni corporali.

#### Nella prigione di Akatuj
(Marija A. Spiridonova, Sulla vita ai lavori forzati di Nerčinsk, cit)

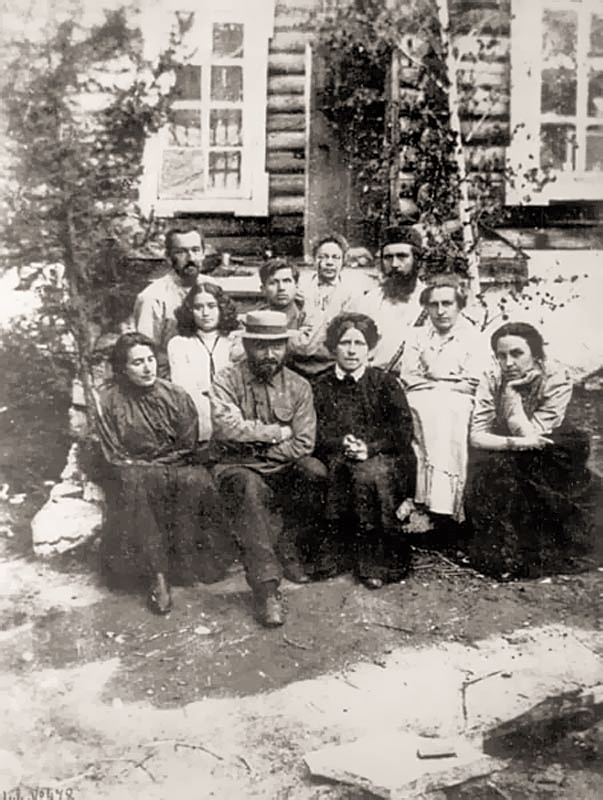
Foto di gruppo ad Akatuj, nell'estate del 1906. In prima fila:la Škol'nik, Geršuni, la Spiridonova, la Izmajlovič, la Bicenko; in seconda fila: Sozonov, la Fialka, Sidorčuk, la Ezerskaja, e Karpovič

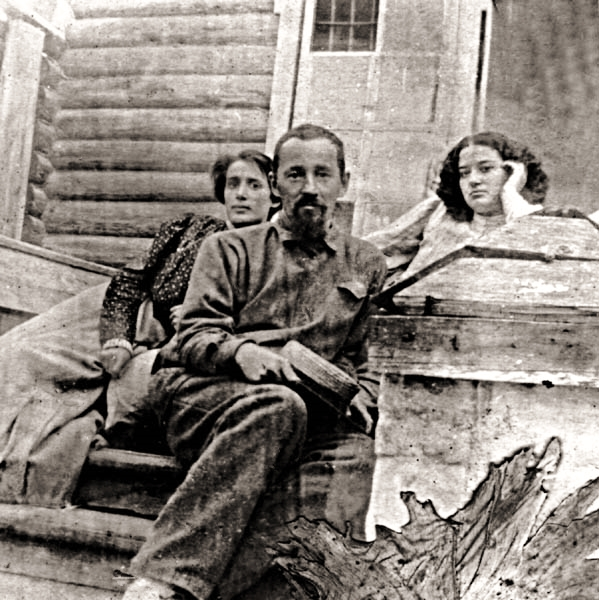
Sozonov con la Škol'nik a sinistra, e la Fialka a destra. Estate 1906

Sozonov pervenne ad Akatuj in un periodo in cui il regime carcerario era piuttosto duttile, in considerazione del fatto che le sorti della rivoluzione, iniziata nel 1905, non erano ancora decise e le autorità non volevano accrescere ulteriormente la tensione. I prigionieri vivevano all'interno del carcere in celle aperte e in compagnia, potevano uscire oltre le mura, sulla parola, e tornare la sera per l'appello, potevano leggere, discutere tra loro, ricevere visite. Loro stessi, infine, tenevano pulita la prigione, curavano un piccolo giardino e si preparavano il tè. Ad accoglierlo, Sozonov trovò Geršuni, Karpovič, la Spiridonova con le sue amiche — Lidija Ezerskaja (1866-1915), Anastasija Bicenko (1875-1938), Aleksandra Izmajlovič (1878-1941), Marija Škol'nik (1885-1955), Revekka Fialka (1888-1975) — e una quarantina di altri socialisti-rivoluzionari.
La cella che Sozonov divideva con Geršuni e Pëtr Sidorčuk (1884-1911), era adibita a biblioteca, e lui stesso ebbe il compito di acquistare e catalogare i libri per conto della prigione. Senza sosta intento a corrispondere con gli editori, in pochi mesi riuscì a raccogliere un numero considerevole di volumi sugli argomenti più disparati, ma principalmente erano opere di filosofia, storia e scienze naturali, che poi provvedeva a smistare tra i diversi penitenziari di Nerčinsk. La vita scorreva abbastanza tranquillamente con le dissertazioni di storia sul movimento rivoluzionario fatte da Geršuni davanti a un pubblico eterogeneo, composto da compagni di lotta, guardie carcerarie, e dalla popolazione locale che aveva libero accesso alla prigione. La Bicenko, a sua volta, istruiva sulle rivolte contadine e i fondamenti dell'economia politica. Si creò anche una specie di corso di alfabetizzazione per la gente del villaggio.

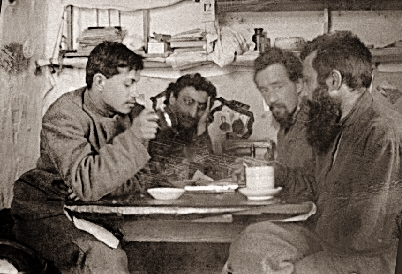
Sozonov nella sua cella con, da sinistra, Sidorčuk, Proš Proš'jan (1883-1918), e Karpovič

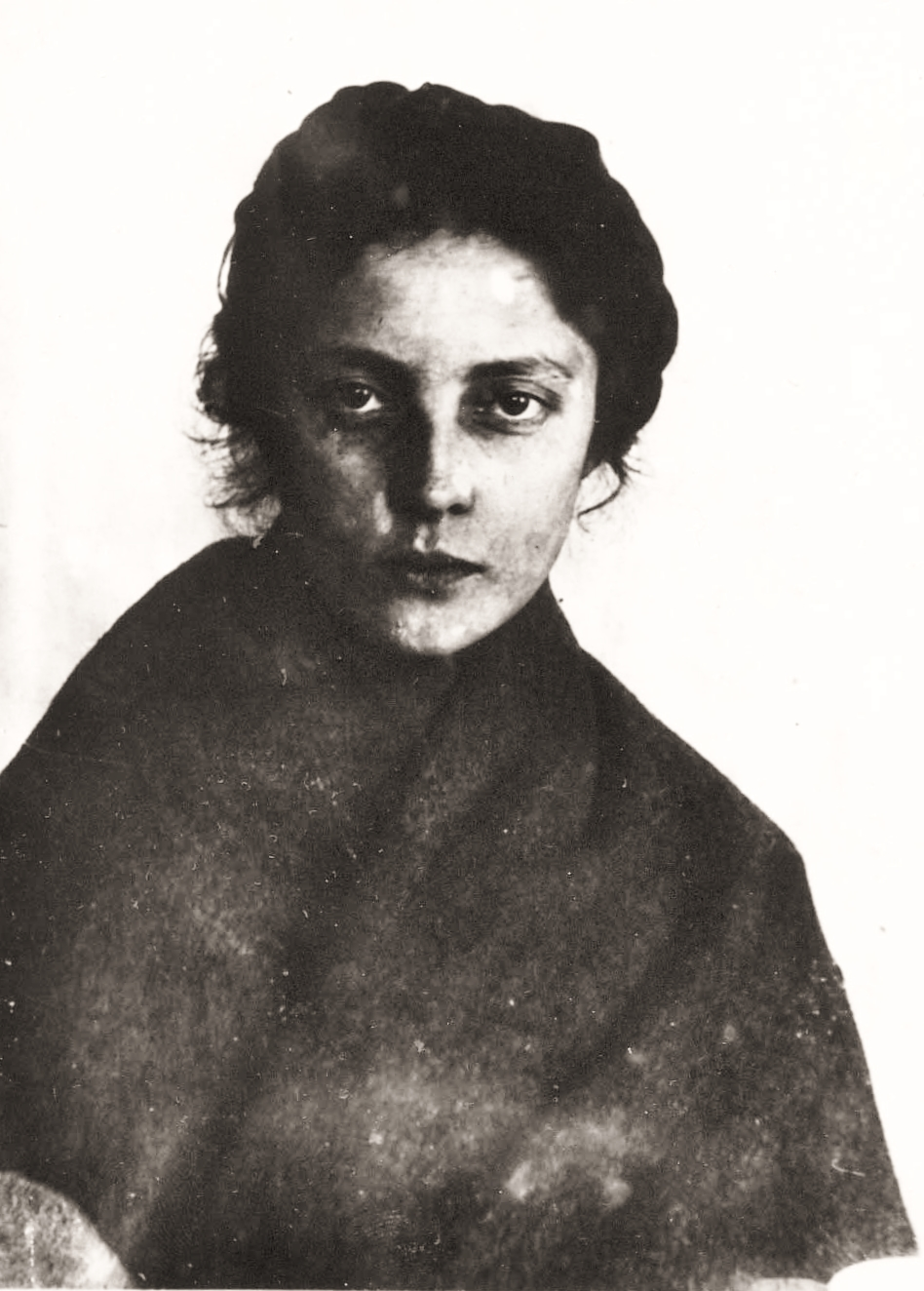
Marija Prokof'eva al tempo del suo arresto

Tra i visitatori che si recarono ad Akatuj nell'estate del 1906 c'era Marija Prokof'eva (1883-1913), dal 1898 promessa sposa di Sozonov. Si erano conosciuti e innamorati a Ufa, prima che lui partisse per Mosca, quindi con Egor, dopo la sua espulsione dall'Università, era entrata nell'Unione dei socialdemocratici e socialisti-rivoluzionari degli Urali, per restarvi fino all'arresto, avvenuto a febbraio del 1905 e durato quattro mesi. L'anno successivo incontrò Egor diverse volte nella prigione di Butyrka e nell'agosto del 1906 si trasferì nel villaggio di Akatuj, per stargli vicino e preparare la fuga di Geršuni. Quando questi riacquistò la libertà, con una decina di altri prigionieri, nascosto in un barile ricolmo di crauti il 13 (26) ottobre, Marija Prokof'eva partì per San Pietroburgo.
Il clima idillico si era guastato ad Akatuj già ad agosto, dopo lo scioglimento della prima Duma e il lento esaurirsi del processo rivoluzionario. Non si poteva consentire oltre che le guardie subissero l'influenza dell'intelligencija, che criminali di Stato continuassero a beneficiare di un trattamento liberale e, chiaramente, la fuga di dieci detenuti rendeva più urgente l'attuazione delle ultime norme disposte dal nuovo responsabile del bagno penale di Nerčinsk, Metus, su ordine del governatore del Transbaikal, e che consistevano in pratica nell'equiparazione del prigioniero politico al detenuto comune, con l'introduzione delle catene, il ricorso per qualsiasi infrazione, pure se minima, alla frusta e all'isolamento. Il direttore di Akatuj, Jakovlev, ritenuto incapace di imporre la disciplina, fu rimosso e sostituito ripetutamente, ma non si trovò nessuno che soddisfacesse i requisiti richiesti, così Metus inviò ad Akakuj il direttore della prigione di Algači, Borodulin, famoso per il suo temperamento da mastino.

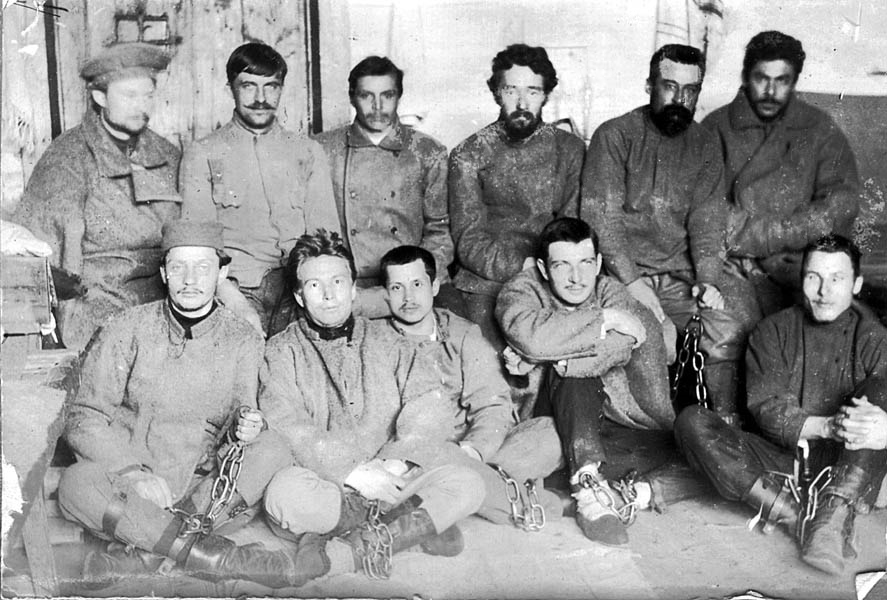
Ad Akatuj, dopo la riforma del regime carcerario. Sozonov è il quarto da sinistra, in seconda fila

Al suo arrivo ad Akatuj, ai primi di febbraio del 1907, Borodulin decretò l'immediato trasferimento delle donne nella prigione di Mal'cev, ma poiché la Spiridonova e la Škol'nik erano ricoverate nell'infermeria e il medico aveva consigliato, date le proibitive condizioni climatiche, di rinviare la loro partenza di almeno una settimana, Borodulin finse di acconsentire al compromesso e si accontentò di spostare tutte le altre. Sennonché, quella stessa notte si cercò di prelevarle di nascosto e condurle alla distilleria demaniale di Aleksandr, prima stazione lungo la strada per Mal'cev, nel gelo siberiano ad oltre quaranta gradi sotto zero. La Spiridonova fece in tempo a battere sulle pareti dell'infermeria, nel codice dei politici, che stava per essere portata via, temendo le proteste che al mattino si sarebbero levate alla constatazione della sua improvvisa e segreta partenza. Iniziarono le trattative alla presenza di Borodulin. La Spiridonova esigé che fossero convocati Sozonov e Karpovič, i militanti SR che dopo l'evasione di Geršuni godevano del maggior prestigio tra i compagni. I due, pur lividi di rabbia e sdegno per l'ingiustificata prepotenza di Borodulin, diedero la parola d'onore che non ci sarebbero stati disordini, alla rassicurazione che un assistente medico avrebbe accompagnato le donne durante il difficile viaggio.
Le direttive adottate ad Akatuj divennero presto insopportabili per i prigionieri politici. Erano stati incatenati mani e piedi, e le guardie avevano l'ordine di sparare al minimo cenno di aperta ribellione. Quindici detenuti furono dislocati ad Algači per essere «corretti», essendo tra quelli più attivi nella difesa accanita della propria dignità. Egor Sozonov era uno di loro. Il trasferimento fu effettuato il 2 (15) marzo e il giorno successivo cominciarono i primi contrasti. Borodulin aveva ingiunto ai reduci di Akatuj di radersi e di indossare, al posto degli abiti di loro proprietà, la divisa della prigione. In risposta a ciò, i quindici irriducibili deliberarono di non togliersi il berretto davanti a Borodulin e di assentarsi all'appello. Il 6 (19) marzo, il prigioniero Rybnikov non si levò il berretto al cospetto di Borodulin, e fu messo in isolamento. Il capo del servizio penitenziario volle avere spiegazioni dai politici e si recò in una delle loro celle, con la scorta di diverse guardie armate. I detenuti, vedendolo, restarono seduti e chiesero il rilascio di Rybnikov, al che Borodulin ordinò che si alzassero in piedi, e al loro rifiuto, ordinò l'isolamento per altri due rivoluzionari. Ma essi si strinsero in cerchio e si presero per mano. Fu dato il comando di colpirli alla testa con il calcio dei fucili e in quattro restarono bocconi sul pavimento, gravemente feriti. Tutti i prigionieri politici furono quindi privati dei libri, del letto, di un pasto caldo e della possibilità di sgranchirsi le gambe passeggiando in cortile.
La notizia del sanguinoso pestaggio fu accolta dalla pubblica riprovazione, e tra i militanti crebbe il desiderio di vendetta per la ripresa dei maltrattamenti sui detenuti. A Čita, il 28 maggio (10 giugno) 1907, Metus, l'autore del telegramma che dava mandato a Borodulin di «aprire il fuoco» sui prigionieri per ripristinare l'ordine, fu ucciso a colpi di pistola da sconosciuti mai identificati. Borodulin, tre giorni dopo, subì un attentato da ignoti e ne uscì illeso, ma fortemente scosso. Sembra che temendo di essere assassinato abbia chiesto a Sozonov di intercedere per lui con una lettera, assicurando di non essere una «bestia», bensì un semplice «esecutore», e che Egor gli abbia risposto di non poter impedire ciò che altrove era stato deciso, facendogli pure notare come la sua richiesta scaturisse dalla consapevolezza di essere colpevole. Il 28 agosto (10 settembre) Borodulin fu ucciso a Pskov dallo studente socialrivoluzionario Pëtr Ivanov, che gli sparò saltando sul suo calessino, dopo che un complice aveva afferrato le redini del cavallo.
La morte di Borodulin indusse il governatore del Transbaikal a trasferire Sazonov nella prigione di Gornyj Zerentuj, dove le condizioni di vita dei detenuti erano più decenti, paragonabili a quelle del 1905 e di parte del 1906.

#### La «tragedia di Zerentuj»

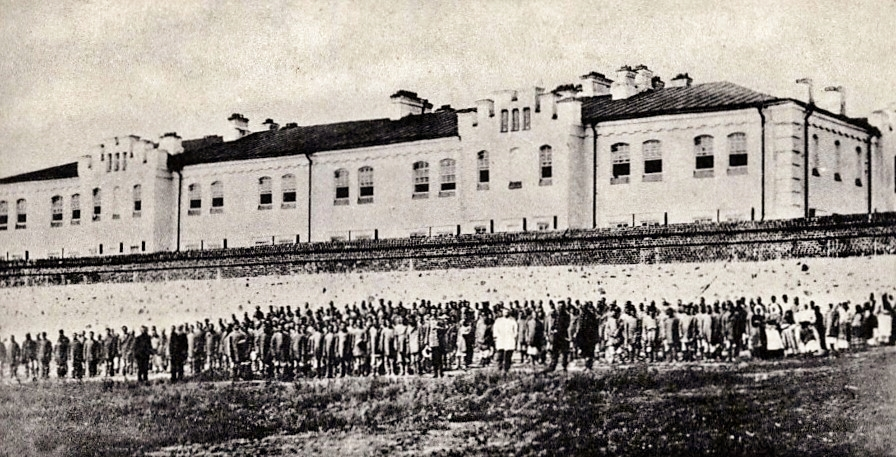
Il carcere di Zerentuj con vista all'interno delle mura

Fino al 1909 i prigionieri politici di Zerentuj vissero in un clima relativamente disteso. Potevano indossare i propri vestiti, conversare tra loro, essendo le celle aperte durante il giorno, leggere, camminare nel cortile, e scrivere. Egor avviò con la Spiridonova e le altre donne recluse nella vicina Mal'cev, che distava poco più di cinque chilometri, un regolare rapporto epistolare. Si scambiavano opinioni, si sforzavano di capire il significato degli eventi che, ora alimentando le loro speranze, ora deludendole, facevano la storia della Russia senza che loro potessero prendervi parte. Marija Spiridonova racconta che Sozonov, diversamente dal tipo russo medio, non amava conferire alle discussioni il tono della polemica, non era interessato alle vuote chiacchiere faziose. Voleva che il ragionamento approdasse a una conclusione, che il confronto aiutasse a sciogliere i dubbi, conducesse alla soluzione dei problemi, alla verità, qualunque essa fosse, dimostrando acume e indipendenza di giudizio. Egli cercava dappertutto l'essenza della verità, non solo in ambito sociale, ma anche nelle relazioni personali, e spesso diceva che la riforma della società doveva partire dalla sua cellula primigenia: la famiglia.
La straordinaria abilità nell'impedire che una disputa, anche la più acconcia a scaldare gli animi, degenerasse, si manifestò compiutamente in occasione dell'uscita del romanzo «Kon' blednyj» (Il cavallo pallido), scritto da Savinkov durante l'esilio parigino e fortemente criticato negli ambienti socialrivoluzionari per la rappresentazione tutt'altro che lusinghiera del terrorista politico. Sozonov impostò il dialogo sulla delicata questione, che atteneva alla morale rivoluzionaria, in modo da estendere i confini entro i quali motivare un giudizio e indagare le ragioni che potevano aver spinto Savinkov a quel passo letterario incompatibile con il suo ruolo di capo dell'Organizzazione di combattimento, ottenuto dopo l'avvenuto smascheramento di Azef. Un altro argomento che Sozonof affrontò nella corrispondenza con la Spiridonova fu la sconfitta della Rivoluzione del 1905, da lui attribuita alla mancanza di un «fronte unito» dell'opposizione socialista. I partiti di sinistra, divisi, non avevano potuto sfruttare al meglio la potente energia rivoluzionaria delle masse popolari, e questo aveva consentito all'autocrazia di riprendere il controllo, beneficiando essa, all'opposto, di un compatto muro difensivo.
Le lettere di carattere politico non erano vistate dai carcerieri perché consegnate dal medico del bagno penale di Nerčinsk, Nikolaj Vasil'evič Rogalev, un caro e sensibile amico dei detenuti, che per nove anni aveva alleviato le loro sofferenze e salvato centinaia di reclusi comuni dalla frusta, accampando inesistenti problemi di salute, ma che poi fu costretto a lasciare in ragione dell'inasprimento del regime carcerario, le cui prime inquietanti avvisaglie si ebbero nell'estate del 1909, quando i prigionieri furono diffidati dall'avvicinarsi alle finestre, avendo i soldati di guardia ricevuto, nell'eventualità, l'ordine di sparare.
Tuttavia, sistematicamente e senza ragione, le finestre dei prigionieri furono bersagliate dai colpi di avvertimento, due in rapida successione. La sera del 9 (22) novembre 1909, però, accadde qualcosa di nuovo. Poco dopo l'appello, mentre Sozonov era nella sua cella, furono sparati sei colpi, quattro dei quali colpirono la finestra, e poi altri ancora. Non si trattava di una risposta a una sua infrazione, perché, come scrisse in una lettera, era «seduto fermo davanti al tavolo, assai basso», in modo che l'ombra della sua figura non poteva stagliarsi sulla finestra. Inoltre la quantità dei colpi era di molto superiore a quelli stabiliti e pure la cella vicina era stata centrata. Le guardie spiegarono di aver sparato solo contro Sozonov, reo di essersi sporto fuori dalla finestra, e che il colpo alla camera vicina era stato un errore. Alle sue assicurazioni che non si era avvicinato alla finestra, Sozonov si sentì rispondere dal direttore del carcere, Petrovskij, che forse lo aveva fatto «inconsciamente». Si giunse comunque a un accordo secondo cui le guardie si impegnavano a fischiare prima di sparare. Tuttavia, l'8 (21) aprile 1910, nel corso della quotidiana passeggiata, Akim Vorob'ev, un marinaio che aveva preso parte attiva alla rivoluzione del 1905, lungo le coste del mar Nero, fu ucciso dalle sentinelle senza alcun richiamo di avvertimento, solo per essersi separato dalla fila e riparato dal vento in un angolo del cortile, con l'innocente proposito di accendersi una sigaretta.
L'approssimarsi della liberazione di Sozonov, prevista per il 28 gennaio (10 febbraio) 1911, spronò la stampa ultrareazionaria, espressione di certi settori del governo, a lanciare una campagna per chiedere l'inasprimento del regime carcerario a Gornyj Zerentuj, ritenuto eccessivamente morbido con i criminali politici. E agli inizi del 1910, si ripeté la storia che s'era compiuta nel 1906 ad Akatuj, sebbene stavolta l'esito fu diverso. Petrovskij, reputato persona troppo benevola, fu allontanato e sostituito da Gennadij Čemodanov, ma anche costui non parve corrispondere all'idea di risolutezza auspicata, e a settembre cominciarono a diffondersi voci che davano per imminente l'arrivo del famigerato capitano Vysockij, un ufficiale noto ai prigionieri politici per gli abusi perpetrati nel carcere di Nikolaev, una cittadina appartenente al governatorato di Perm. I detenuti, che lo avevano denunciato in un esposto al tribunale, quando risultò chiara la volontà delle autorità di mettere a tacere la faccenda, entrarono in sciopero della fame. Vysockij fu sospeso, per ricomparire tuttavia prima a San Pietroburgo e poi, il 21 novembre (4 novembre), a Gornyj Zerentuj.
Esiste il fondato sospetto che l'incarico conferito a Vysockij sia stato il frutto di un complotto ordito nella capitale. Considerando che forse un attacco diretto contro Sozonov poteva essere imprudente e volendo, d'altra parte, impedire che l'uccisore di un ministro uscisse di prigione, si cercò di indurlo al suicidio. Dopo la caduta dell'autocrazia sono venuti a galla documenti che starebbero a confortare questa tesi. Si sa, infatti, che a Zerentuj era da qualche tempo giunto il bolscevico Vasilij Serov (1878-1918), uno dei delegati al quinto Congresso del POSDR, tenutosi a Londra, assieme alla moglie Julia Orestovna che, nel 1910, aveva deciso di seguirlo in Siberia. Ella si prestò a fare da intermediaria, come persona libera che aveva accesso alla prigione, tra i detenuti e l'esterno, di modo che attraverso di lei passò anche la corrispondenza segreta dei politici, non essendoci più il dottor Rogalev a farsene carico. Solo che la donna era in realtà una spia dell'Ochrana, nota con il nome in codice di «Corvo», già responsabile della caduta di diversi militanti del POSDR.

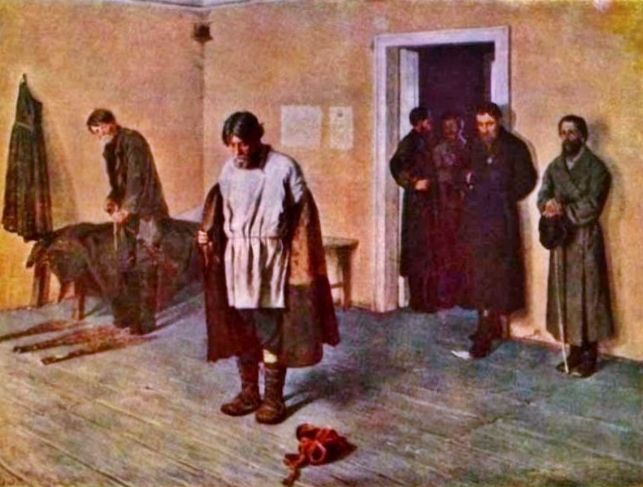
«Prima della punizione», opera di Sergej Korovin (1858-1908) del 1884. Sul pavimento, a sinistra, sono allineate tre verghe, fatte con rametti di betulle, da usare nell'imminente fustigazione

I sentimenti di Sozonov, il quale non poteva perdonare i comportamenti volti a violare intenzionalmente la dignità umana — dei compagni più che della propria — erano conosciuti dunque nelle alte sfere, che pare proprio se ne siano serviti per regolare i conti con lui una volta per tutte. E Vysockij sarebbe stato giudicato l'uomo giusto a provocare in Sozonov la reazione sperata.
Data la fama di Vysockij, i politici chiesero al colonnello Nikolaj Zabello, subentrato a Metus quando questi era stato ucciso, se sarebbe stato consentito l'uso della frusta a Zerentuj, e ne ebbero garanzie verbali che lui non lo avrebbe permesso. Ma i rivoluzionari, per ogni evenienza, cominciarono a fare scorta di sostanze tossiche, giacché era inteso che al supremo disonore delle verghe avrebbero risposto con l'unica arma posseduta da una persona in catene: la propria vita, si sarebbero cioè suicidati. Del resto, appena comparve, a dimostrazione dell'ampiezza dei poteri conferitigli da San Pietroburgo, Vysockij fu piuttosto insolente con Zabello, suo diretto superiore, e gli fece intendere che non gli avrebbe obbedito. Il colonnello volle allora informarsi, per lettera, presso il governatore del Transbaikal quale fosse la condotta ufficiale da tenere e apprese che Vysockij sfuggiva effettivamente al suo controllo.
Il 24 novembre (7 dicembre) Vysockij disse senza mezzi termini che lui non ammetteva differenze di trattamento tra criminali politici e comuni. Dispose pertanto che anche i rivoluzionari indossassero le grigie divise carcerarie e che alla minima infrazione sarebbero fioccate le punizioni. Il giorno appresso fu subito manifesto che Vysockij cercava lo scontro con i politici. Si rivolse a loro con sfacciata maleducazione, ricevendo in risposta il silenzio e il rifiuto di alzarsi in piedi al suo comando. In dieci furono messi in isolamento. La mossa successiva dei politici fu lo sciopero della fame, ma nell'immediato non ci furono conseguenze. La tragedia scoppiò il 27 novembre.
Il sorvegliante Doncevič, venuto a Gornyj Zerentuj con Vysockij, portò il pane a uno dei detenuti in isolamento, Fëdor Sergeevič Petrov, un militare che aveva aderito alla rivoluzione tra le file dei bolscevichi. Questi rifiutò il pane e lo gettò nel corridoio. La stessa scena si ripeté nella cella di Moisej Fajvelevič Slomjanskij, un operaio ebreo implicato nei fatti del 1905. Solo che Doncevič si lamentò con Vysockij che Slomjanskij gli aveva tirato il pane in faccia. Fu ordinata la fustigazione di Slomjanskij con trenta colpi e, per fingere di rispettare il protocollo, secondo cui un prigioniero non poteva essere frustato senza il benestare dell'autorità sanitaria, fu chiamato il medico. Questi dichiarò che Slomjanskij era malato di cuore, ma Vysockij non ne tenne conto e fece eseguire la fustigazione.
Poco prima, s'era consumata l'ennesima sfida. Il vice di Vysockij, Dal', aveva portato nel settore riservato ai politici un detenuto comune ubriaco. I rivoluzionari insorsero per l'atto che era una dimostrazione di disprezzo, e per Pavel Jakovlevič Michajlov, ritenuto il sobillatore del gruppo, fu decretata la verga. Michajlov, che aveva con sé l'acido nitrico, quando le guardie vennero a prenderlo nella cella di rigore dove era stato rinchiuso, bevve il veleno. Portato in ospedale, scamperà la morte nonostante nello stomaco gli si fosse aperta un'ulcera. Quindi Vysockij fece chiamare Petrov nel suo ufficio. Non si sa bene cosa sia successo tra i due, ma anche Petrov doveva subire l'onta della frusta: per lui, trentacinque sferze. Condotto a forza da due sorveglianti, fuggì loro di mano, colpì una guardia con la catena, fu abbattuto. Riportato sul luogo della punizione, riuscì a liberarsi, ma fu ripreso. Vysockij ordinò ai suoi di non sparare né di pugnalare Petrov con le baionette: il ribelle doveva essere fermato con il calcio dei fucili. Petrov fu percosso e perse conoscenza, ma mentre veniva trascinato in isolamento, sentì che il numero delle frustate cui sarebbe stato sottoposto era raddoppiato. Rimasto solo nella sua cella, ruppe il lume, si cosparse di petrolio e si diede fuoco. Soccorso in tempi rapidi, fu portato in ospedale e, sebbene gravemente ustionato, sopravviverà.
Quando tutte queste notizie si diffusero tra i politici, cominciarono i tentativi di suicidio. Nikolaj Ivanovič Maslov e Sigizmund Pavlovič Puchal'skij si tagliarono le vene di una gamba; Kiril Aleksandrovič Kuneni, Nikolaj Efimovič Udalov, e Fëdor Nikolaevič Koreškov presero il veleno. Si salveranno tutti.
Anche Sozonov aveva saputo di Petrov e Slomjanskij, e credeva che fossero morti. Dopo l'appello serale, abbracciò gli amici e li salutò, ma nessuno dalla sua calma esteriore comprese che quello era l'estremo commiato. Ritiratosi nella sua cella, ingerì una dose alta di morfina e lasciò un biglietto d'addio in cui diceva:
(Egor)
Alle quattro di mattina i sorveglianti notarono che la lampada nella cella di Sozonov era spenta e lo chiamarono ripetutamente, senza risultato. Entrarono, compresero quel che era accaduto e lo trasferirono in ospedale ancora vivo, ma quando lo prese in consegna il medico, era spirato. Sul certificato di morte è scritto che «se l'assistenza medica fosse giunta per tempo, la vita di Sozonov poteva essere salvata».
Quella mattina i detenuti trovarono, all'apertura delle celle, il cadavere di Sozonov disteso sul pavimento, in un corridoio dell'ospedale.

### Le lettere invisibili

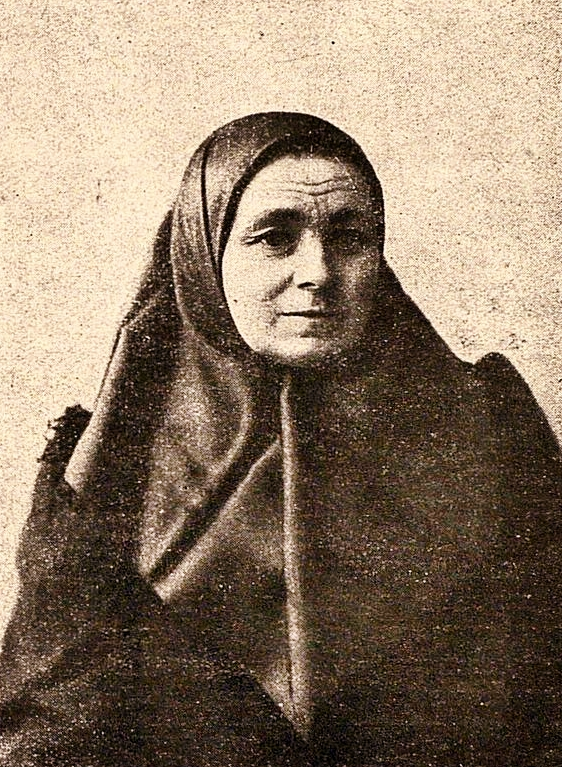
Akilina Logilovna, la madre di Sozonov

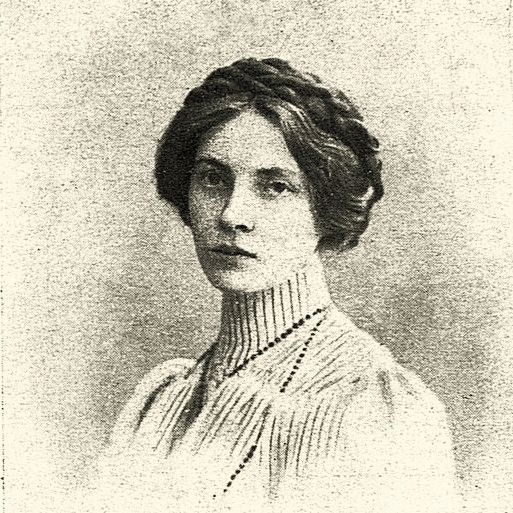
Marija Prokof'eva

Quando fu presa dai detenuti la decisione di contrastare le punizioni corporali con il suicidio, Sozonov scrisse tre lettere d'addio — al fratello, ai genitori, a Marija Prokof'eva — e le affidò all'amico Pëtr Kulikovskij. L'uomo, dopo la morte di Egor, le consegnò a Julija Serova che era in partenza. A metà dicembre ai congiunti di Sozonov giunse un messaggio, nel quale la Serova spiegava che se fosse stato possibile inviare qualcuno a Irkutsk, lei gli avrebbe consegnato le ultime lettere lasciate loro da Egor. Il «Corvo» non si fece nemmeno trovare subito, ma alla fine diede all'incaricato tre fogli di carta, dicendo che erano scritti con l'inchiostro simpatico. A Ufa si tentò in tutti i modi di rendere visibile l'inchiostro e, in assenza di risultati, le presunte lettere furono spedite a Parigi da Savinkov, presso la cui famiglia (Boris Viktorovič era sposato e aveva due figli) viveva Marija Prokof'eva. Anche qui nessuna soluzione chimica conosciuta ebbe il potere di svelare il testo scritto da Egor, e si dovette rinunciare a conoscere i suoi ultimi pensieri.
Con lo scoppio della rivoluzione di febbraio e l'accesso alle carte della polizia, il mistero delle lettere invisibili di Sozonov fu risolto. La Serova aveva recapitato le vere epistole alla gendarmeria di Irkutsk, e per coprire il suo tradimento, giacché si sapeva che era in possesso delle missive, c'era stata una sostituzione con di fogli bianchi. La ragione di questo inganno è incomprensibile. Le lettere non contenevano elementi tali da causare un intervento censorio e resta quindi impenetrabile il motivo che indusse le autorità a tramare l'inganno, a meno che non si volesse negare il piccolo conforto ai familiari dell'omicida di Pleve.
Si tratta comunque di documenti interessanti sotto il profilo psicologico, che rivelano, soprattutto nelle frasi contorte e incongruenti, lo sconquasso dell'anima di un uomo lacerato tra l'amore per i suoi cari che lo incitava a vivere, e il senso del dovere che esigeva la sua morte.

### Epilogo
- Il 30 novembre (13 dicembre), il comandante della gendarmeria di Irkutsk, Poznan, annunciò via telegrafo la notizia della morte di Sozonov al Dipartimento di polizia, ufficio del Ministero dell'Interno. Il Dipartimento chiese conferma a Zabello e solo allora ritenne di poter informare il detentore del dicastero, Stolypin, la Russia e il mondo. Il padre di Sozonov, Sergej Lazarovič, appresa la notizia della morte del figlio, scrisse a Stolipin e a Ščeglovitov (1861-1918), il ministro della Giustizia, per riavere il corpo di Egor e dargli sepoltura secondo il rito dei Vecchi Credenti, ma gli fu risposto che la richiesta non poteva essere accolta. Le autorità avevano già provveduto a sbarazzarsi della salma di Sozonov, che era stata frettolosamente inumata, di notte, a circa trecento verste da Zerentuj, e in modo da occultare il luogo con grande cura.[89]
- Il governo tentò di associare il suicidio di Sozonov a un fallito tentativo di fuga, per cui i detenuti in procinto di scappare in massa dalle carceri di Nerčinsk, si erano fatti inviare da Irkutsk, approfittando del tollerante regime riservato ai politici, un pacco contenente grandi quantitativi di Tiokol, destinato ad avvelenare le guardie. Ma il piano era stato scoperto e, sulla base di quanto prescritto dalla legge, si era reso necessario comminare a due detenuti la frusta. A quel punto in sei avevano tentato il suicidio, e uno, Egor Sozonov, era morto. Nella ricostruzione dei fatti c'era malafede, giacché da due anni non si registravano piani di evasione e la direzione del bagno penale sapeva, dai resoconti della spia Serova, che i prigionieri avrebbero provato a uccidersi nel caso fossero state disposte le pene corporali. In più, nel rapporto ufficiale, diffuso dalla stampa, era presente una gaffe che fece rumore e in parte rivelò l'inganno. Si affermava che il Tiochol era un potente veleno, ma tutti sapevano che era invece un farmaco a base di guaiacolo e di un derivato salino dell'acido solfonico, indicato per disinfettare i polmoni nella cura della tubercolosi, un flagello endemico nelle prigioni siberiane. Nulla di più ovvio, quindi, che a Nerčinsk fosse giunto un pacco contenente un medicinale di quel genere.[90]
- La tragedia di Zerentuj produsse un'ondata di indignazione in alcuni settori della società civile. Esplose la rabbia degli studenti, ci furono proteste e aspre critiche dal giornalismo democratico, ma tutto fu represso con il carcere, l'esilio, l'espulsione dalle università.[50] Il POSDR, sia la corrente menscevica che quella bolscevica, e il Gruppo del lavoro, (i trudoviki), chiedesero alla Duma di Stato un intervento disciplinare contro Vysockij. All'opposto, i partiti di governo e la stampa monarchica organizzarono in suo onore delle manifestazioni di simpatia. Il celebre scrittore monarchico, nonché radicale antisemita e uno dei capi delle milizie nere autrici dei pogrom, Nikolaj Markov (1866-1945), noto con lo pseudonimo di Markov II, disse dal palco di uno di questi eventi: «Chi era Sozonov? L'assassino di Pleve. Ero molto triste e amareggiato che l'omicida dello statista più degno non fosse stato impiccato sul momento. E se lui ora è morto, questo mi rallegra. Grazie a Dio, l'assassino è morto, ma in generale mi dispiace che sia venuto al mondo».[90] Visockij non ebbe noie e fu trasferito a Vladivostok. Poi, dopo il 1917, trovò lavoro come capo reparto alla fabbrica Putilov di Pietrogrado. Quando si sentì in pericolo, tornò a Vladivostok, dove aveva lasciato la famiglia, caricò su una vettura varie suppellettili di un certo valore e che erano manufatti dei forzati, ma sul punto di fuggire fu arrestato e portato a Irkutsk. Lungo la via per Čita, tentò con successo il suicidio ed evitò il tribunale.[91]
- Egor Sozonov morì con la speranza che il suo gesto avrebbe forse agito da freno alle sofferenze dei compagni di prigionia, ma una tragedia simile, e anzi più sanguinosa, si ripeté nel 1912 a Kutomara, uno degli altri carceri di Nerčinsk, quando, in seguito alla fustigazione di Izrail' Bril'on, il 18 (31) agosto, si suicidarono Pëtr Pavlovič Ryčkov, Simon Šlejmovič Lejbazon, Puchal'skij e Maslov, reduci questi ultimi due dal fallito tentativo di Zerentuj. Il 15 (28) settembre si tolse la vita, con morfina e stricnina, un marinaio della flotta del Mar Nero, Kirillov, e trascorsa una settimana, per le ferite prodotte sul suo corpo dalla verga, morì Vladimir L'vovič Vasil'ev.
- Dopo il febbraio del 1917 i compagni di Sozonov, liberati dai lavori forzati, cercarono la sua tomba. Uno di loro si addentrò a cavallo nella regione del Transbaikal, rintracciò un'ex guardia carceraria e si fece condurre sul luogo della sepoltura. Il viso di Egor, nel roccioso terreno congelato della tundra, era scampato alla decomposizione e fu possibile riconoscerlo. Portato a Ufa. fu tumulato presso il cimitero di Sergej nel giorno del suo compleanno. La lapide originaria presentava un obelisco quadrangolare, alto 3 m. e largo 1,3 m., costruito in mattoni, cementato, intonacato, e sormontato da un rivestimento in metallo. Al centro dell'obelisco, su una lastra, era riportata una frase scritta da Sozonov in una lettera dopo l'attentato a Pleve: «La felicità è morire nella lotta per la vittoria dei propri ideali. Nell'orrore della morte e del sangue, sboccia la libertà». Sul retro, un'altra lastra riproduceva le ultime parole scritte prima del suicidio: «Devo morire. Aspettare un giorno in più, vorrebbe forse dire vedere nuove vittime». Il monumento è andato distrutto e ora, in sua vece, c'è una comune lapide commemorativa.[92]
- Il primo maggio del 1918, la via dove ancora oggi è visitabile la casa di famiglia dove Sozonov visse,[93] la Bolšaja Uspenskaja, prese il suo nome, ma il 3 febbraio 1937, dopo che funzionari locali si resero conto che la strada principale di Ufa non poteva che essere attribuita a Stalin, la rinominarono. A Sozonov fu allora intitolata una via più piccola, la strada Budanov (il primo ataman cosacco di Ufa), che ancora oggi ne conserva il nome, mentre l'ex Bolšaja Uspenskaja, dal 1961 si chiama via Comunista.